# Nvidia Quadro
Quadro là một thương hiệu card đồ họa của Nvidia nhắm đến các workstation chạy computer-aided design (CAD), mô phỏng hình ảnh (CGI),ứng dụng tạo nội dung số (DCC), tính toán khoa học và máy học..
Các chip GPU trên các card đồ họa mang thương hiệu Quadro giống hệt với các chip được sử dụng trên các card đồ họa mang thương hiệu GeForce. Điểm khác biệt giữa Quadro và GeForce bao gồm việc sử dụng bộ nhớ ECC và nâng cao độ chính xác dấu phẩy động. Đây là những thuộc tính mong muốn khi card được sử dụng để tính toán, trái ngược với render, đòi hỏi độ tin cậy và độ chính xác.
Dòng sản phẩm Nvidia Quadro cạnh tranh trực tiếp với dòng card máy trạm chuyên nghiệp Radeon Pro của AMD.

## Lịch sử
Dòng card GPU Quadro nổi lên trong nỗ lực hướng tới phân khúc thị trường của Nvidia. Khi giới thiệu Quadro, Nvidia đã có thể tính phí cao cấp cho phần cứng đồ họa về cơ bản giống nhau ở các thị trường chuyên nghiệp và hướng các nguồn lực để phục vụ đúng nhu cầu của các thị trường đó. Để phân biệt các sản phẩm của họ, Nvidia đã sử dụng phần mềm trình điều khiển và firmware để kích hoạt có chọn lọc các tính năng quan trọng đối với các phân khúc của thị trường máy trạm, chẳng hạn như khử răng cưa hiệu năng cao và two-sided lighting, trong các sản phẩm Quadro. Dòng Quadro cũng nhận được hỗ trợ cải thiện thông qua một chương trình trình điều khiển được chứng nhận. Những tính năng này không có giá trị gì đối với các game thủ mà các sản phẩm của Nvidia đã bán cho họ, nhưng sự thiếu hụt của chúng đã ngăn cản những khách hàng cao cấp sử dụng các sản phẩm rẻ tiền hơn.
Có sự tương đồng giữa phân khúc thị trường được sử dụng để bán dòng sản phẩm Quadro cho thị trường máy trạm (DCC) và dòng sản phẩm Tesla cho thị trường kỹ thuật và HPC.
Trong quá trình giải quyết vụ kiện vi phạm bằng sáng chế giữa SGI và Nvidia, SGI đã có được quyền đối với chip đồ họa Nvidia tốc độ cao mà họ đã phát hành dưới nhãn sản phẩm VPro. Những thiết kế này hoàn toàn tách biệt với các sản phẩm VPro dựa trên SGI Odyssey ban đầu được bán trên các máy trạm IRIX của họ sử dụng một bus hoàn toàn khác. SDòng VPro dựa trên Nvidia của SGI bao gồm: VPro V3 (Geforce 256), VPro VR3 (Quadro), VPro V7 (Quadro2 MXR), và VPro VR7 (Quadro2 Pro).

## Quadro SDI
Các card bổ sung thực tế chỉ dành cho card Quadro 4000 trở lên:
- SDI Capture:[4]
- SDI Output:[5]

## Quadro Plex
Quadro Plex bao gồm một dòng máy chủ bên ngoài để render video. Một Quadro Plex chứa nhiều card màn hình Quadro FX. Máy tính khách kết nối với Quadro Plex (sử dụng giao diện PCI Express ×8 hoặc ×16 với cáp kết nối) để bắt đầu render. Xem thêm tại Nvidia Tesla Cards.

## Quadro SLI và SYNC
Scalable Link Interface, hay SLI, là thế hệ tiếp theo của Plex. SLI có thể cải thiện Frame Rendering, FSAA.
Quadro SLI hỗ trợ Mosaic cho 2 Cards và 8 màn hình.
với Quadro SYNC Card hỗ trợ tối đa 16 màn hình (4 mỗi Card).
Hầu hết các Card đều có  SLI-Bridge-Slot for 2, 3 hoặc 4 card trên một mainboard.
Có thể tăng tốc tính toán scienctific với CUDA và OpenCL.
Nvidia có bốn loại cầu  SLI:
- Standard Bridge (băng thông 400 MHz Pixel Clock[15] và 1GB/s[16])
- LED Bridge (540 MHz Pixel Clock[17])
- High-Bandwidth Bridge (650 MHz Pixel Clock[18])
- PCIe-Lanes only reserved for SLI

Xem thêm SLI.

## Quadro VCA
Nvidia hỗ trợ SLI và siêu máy tính với 8-GPU Visual Computing Appliance. Nvidia Iray, Chaosgroup V-Ray và Nvidia OptiX tăng tốc  Raytracing cho Maya, 3DS Max, Cinema4D, Rhinoceros.... Tất cả các phần mềm có CUDA hay OpenCL, giống như ANSYS, NASTRAN, ABAQUS, và OpenFoam, đều có thể hưởng lợi từ VCA. DGX-1 có sẵn với 8 thẻ GP100.
Xem thêm Nvidia Tesla Cards.

## Quadro RTX
Dòng Quadro RTX dựa trên vi kiến trúc Turing và có tính năng raytracing thời gian thực. Điều này được tăng tốc bằng cách sử dụng các lõi RT mới, được thiết kế để xử lý các hình tứ giác và phân cấp hình cầu, đồng thời tăng tốc các bài kiểm tra va chạm với các hình tam giác riêng lẻ.
Tính năng đo tia do lõi RT thực hiện có thể được sử dụng để tạo ra phản xạ, khúc xạ và bóng đổ, thay thế các kỹ thuật raster truyền thống như bản đồ hình khối và bản đồ độ sâu. Tuy nhiên, thay vì thay thế hoàn toàn quá trình rasterization, thông tin thu thập được từ dò tia có thể được sử dụng để tăng cường bóng mờ với thông tin chính xác hơn nhiều về mặt vật lý, đặc biệt là về hành động ngoài camera.
Các lõi Tensor nâng cao hơn nữa hình ảnh được tạo ra bằng phương pháp ghép tia và được sử dụng để khử nhiễu cho hình ảnh được render một phần. Lõi Tensor thực hiện kết quả của việc học sâu trên siêu máy tính để hệ thống hóa cách thực hiện, ví dụ, thực hiện mở rộng quy mô tốt hơn so với thuật toán tiêu chuẩn, dẫn đến độ phân giải nhận thức cao hơn.Trong cách sử dụng chính của lõi Tensor, một vấn đề cần giải quyết được phân tích trên một siêu máy tính, được dạy bằng ví dụ về kết quả mong muốn và siêu máy tính xác định phương pháp sử dụng để đạt được những kết quả đó, sau đó sẽ được thực hiện với lõi Tensor của người tiêu dùng. Những phương thức này được chuyển giao "over the air" cho người tiêu dùng.
RTX cũng là tên của nền tảng phát triển được giới thiệu cho dòng Quadro RTX. RTX tận dụng DXR, OptiX và Vulkan của Microsoft để truy cập vào raytracin.
Turing được sản xuất bằng quy trình chế tạo chất bán dẫn 12 nm FinFET của TSMC. Quadro RTX cũng sử dụng bộ nhớ GDDR6 của Samsung Electronics.

## Video card

### GeForce
Nhiều card trong số này sử dụng cùng một core với card video GeForce hướng tới trò chơi và hành động của Nvidia. Những card giống card máy tính để bàn có thể được sửa đổi phần mềm để tự nhận dạng là card Quadro tương đương và điều này cho phép các trình điều khiển được tối ưu hóa dành cho card Quadro được cài đặt trên hệ thống. Mặc dù điều này có thể không cung cấp tất cả hiệu suất của card Quadro tương đương, nó có thể cải thiện hiệu suất trong một số ứng dụng nhất định, nhưng có thể yêu cầu cài đặt trình điều khiển MAXtreme để có tốc độ tương đương.
The performance difference comes in the firmware controlling the card. Given the importance of speed in a game, a system used for gaming can shut down textures, shading, or rendering after only approximating a final output—in order to keep the overall frame rate high. The algorithms on a CAD-oriented card tend rather to complete all rendering operations, even if that introduces delays or variations in the timing, prioritising accuracy and rendering quality over speed. A Geforce card focuses more on texture fillrates and high framerates with lighting and sound, but Quadro cards prioritize wireframe rendering and object interactions.

## Phần mềm
Với Caps Viewer (1.38 năm 2018) tất cả Người dùng Windows có thể xem dữ liệu của Card đồ họa, Trình điều khiển đã cài đặt và có thể kiểm tra một số Tính năng. 
GPU-Z cũng đọc dữ liệu của các card đồ họa và người dùng có thể gửi một số dữ liệu để có cơ sở dữ liệu tốt hơn.

### Driver Quadro
- Curie-Architecture Last drivers see Driver Portal of Nvidia[31] (End-of-Life)
- Tesla-Architecture (G80+, GT2xx) in Legacy Mode Quadro Driver 340+: OpenGL 3.3, OpenCL 1.1, DirectX 10.0/10.1[32] (End-of-Life)
- Fermi (GFxxx): OpenCL 1.1, OpenGL 4.5, some OpenGL 2016 Features with Quadro Driver 375,[33] in legacy mode with version 391.74 (End-of-Life)
- Kepler (GKxxx): OpenCL 1.2, OpenGL 4.6, Vulkan 1.2 với Quadro Driver 455+[34][35]
- Maxwell (GMxxx): OpenCL 1.2, OpenGL 4.6, Vulkan 1.2 với Quadro Driver 455+[34]
- Pascal (GPxxx): OpenCL 1.2, OpenGL 4.6, Vulkan 1.2 với Quadro driver 455+[34]
- Volta (GVxxx): OpenCL 1.2, OpenGL 4.6, Vulkan 1.2 với Quadro driver 455+[34]
- Turing (TUxxx): OpenCL 1.2, OpenGL 4.6, Vulkan 1.2 với Quadro driver 455+[34]
- Ampere (GAxxx): OpenCL 1.2, OpenGL 4.6, Vulkan 1.2 với Quadro driver 455+[34]

### CUDA
- Kiến trúc Tesla và mới hơn

Supported CUDA Level of GPU and Card.
- CUDA SDK 6.5 support for Compute Capability 1.0 - 5.x (Tesla, Fermi, Kepler, Maxwell) Last Version with support for Tesla-Architecture with Compute Capability 1.x
- CUDA SDK 7.5 support for Compute Capability 2.0 - 5.x (Fermi, Kepler, Maxwell)
- CUDA SDK 8.0 support for Compute Capability 2.0 - 6.x (Fermi, Kepler, Maxwell, Pascal) Last version with support for compute capability 2.x (Fermi)
- CUDA SDK 9.0/9.1/9.2 support for Compute Capability 3.0 - 7.2 (Kepler, Maxwell, Pascal, Volta)
- CUDA SDK 10.0/10.1/10.2 support for Compute Capability 3.0 - 7.5 (Kepler, Maxwell, Pascal, Volta, Turing) Last version with support for compute capability 3.x (Kepler).
- CUDA SDK 11.0/11.1 support for Compute Capability 5.2 - 8.6 (Maxwell, Pascal, Volta, Turing, Ampere)

For own Card Test see CUDA-Z Tool

## DesktopPCI Express

### Quadro FX (không có CUDA, OpenCL, hoặc Vulkan)
- Kiến trúc Rankine, Curie
- Rankine (NV3x): DirectX 9.0a, Shader Model 2.0a, OpenGL 2.1
- Curie (NV4x, G7x): DirectX 9.0c, Shader Model 3.0, OpenGL 2.1

| Quadro_FX PCIe Model | Khởi động  | Core             | Core clock | Memory clock (eff.) | kích thước bộ nhớ (MiB) | Kiểu bộ nhớ     | Băng thông bộ nhớ | 3-pin stereo connector | Pixel Rate | Texture Rate | Open GL | CUDA OpenCL | Vulkan | Power max. | Monitor Output                                  | Near GeForce Model                | Notes                                                                         |
| Units                |            |                  | MHz        | MHz                 | MiB                     |                 | GiB/s             |                        | GP/s       | GT/s         |         |             |        | Watt       |                                                 |                                   |                                                                               |
| -------------------- | ---------- | ---------------- | ---------- | ------------------- | ----------------------- | --------------- | ----------------- | ---------------------- | ---------- | ------------ | ------- | ----------- | ------ | ---------- | ----------------------------------------------- | --------------------------------- | ----------------------------------------------------------------------------- |
| Quadro FX 330        | 2004-06-28 | NV35GL (Rankine) | 250        | 200 (400)           | 64                      | 64-bit DDR      | 3.2               | Không                  | 0.5        | 1.0          | 2.1     | Không       | Không  | 21         | 1x DVI                                          | GeForce PCX 5300                  | Shader Model 2.0                                                              |
| Quadro FX 350        | 2006-04-20 | G72GL (Curie)    | 550        | 405 (810)           | 128                     | 64-bit DDR2     | 6.48              | Không                  | 1.1        | 2.2          | 2.1     | Không       | Không  | 21         | DVI, VGA                                        | GeForce 7300LE                    |                                                                               |
| Quadro FX 540        | 2004-08-09 | NV43GL           | 300        | 250 (500)           | 128                     | 128-bit GDDR    | 8.8               | Không                  | 2.4        | 2.4          | 2.1     | Không       | Không  | 35         | DVI, VGA, S-Video                               | GeForce 6600LE                    |                                                                               |
| Quadro FX 550        | 2006-04-20 | NV43GL           | 360        | 400 (800)           | 128                     | 128-bit GDDR3   | 12.8              | Không                  | 2.88       | 2.88         | 2.1     | Không       | Không  | 25         | 2× dual-link DVI (max. only 2048×1536), S-Video |                                   |                                                                               |
| Quadro FX 560        | 2006-04-20 | G73GL            | 350        | 600 (1200)          | 128                     | 128-bit GDDR3   | 19.2              | Không                  | 2.80       | 4.2          | 2.1     | Không       | Không  | 30         | 2x DL-DVI, S-Video                              | GeForce 7600                      |                                                                               |
| Quadro FX 1300       | 2004-08-09 | NV38GL           | 350        | 275 (550)           | 128                     | 256-bit DDR     | 17.6              | Có                     | 2.80       | 2.80         | 2.1     | Không       | Không  | 55         | 2x Single-Link DVI, S-Video                     | GeForce PCX 5950                  |                                                                               |
| Quadro FX 1400       | 2004-08-09 | NV41GL           | 350        | 300 (600)           | 128                     | 256-bit DDR     | 19.2              | Có                     | 2.80       | 4.20         | 2.1     | Không       | Không  | 70         | 2xSL-DVI, VESA Stereo                           | GeForce 6800                      |                                                                               |
| Quadro FX 1500       | 2006-04-20 | G71GL            | 325        | 625 (1250)          | 256                     | 256-bit GDDR3   | 40.0              | Không                  | 5.20       | 6.50         | 2.1     | Không       | Không  | 65         | 2xDL-DVI, S-Video                               | GeForce 79xx (16 pixel, 6 vertex) |                                                                               |
| Quadro FX 3400       | 2004-06-28 | NV40 A1 (NV45GL) | 350        | 450 (900)           | 256                     | 256-bit GDDR3   | 28.8              | Có                     | 4.60       | 4.60         | 2.1     | Không       | Không  | 101        | 2x DL-DVI, S-Video                              | GeForce 6800                      |                                                                               |
| Quadro FX 3450       | 2005-06-28 | NV42GL (Curie)   | 425        | 500 (1000)          | 256                     | 256-bit GDDR3   | 32.0              | Có                     | 5.10       | 5.10         | 2.1     | Không       | Không  | 83         | 2x DL-DVI, S-Video                              | GeForce 6800                      |                                                                               |
| Quadro FX 3500       | 2006-05-22 | G71GL            | 450        | 660 (1320)          | 256                     | 256-bit GDDR3   | 42.2              | Có                     | 7.20       | 9.00         | 2.1     | Không       | Không  | 80         | 2x DVI, S-Video                                 | GeForce 7900GS                    | reduced Quadro FX 5500                                                        |
| Quadro FX 4000       | 2004-04-01 | NV42GL           | 425        | 500 (1000)          | 256                     | 256-bit GDDR3   | 32.0              | Có                     | 5.10       | 5.10         | 2.1     | Không       | Không  | 142        | 2x DVI, S-Video                                 |                                   |                                                                               |
| Quadro FX 4000 SDI   | 2004-04-19 | NV42GL           | 425        | 500 (1000)          | 256                     | 256-bit GDDR3   | 32.0              | Có                     | 5.10       | 5.10         | 2.1     | Không       | Không  | 150        | DVI, 2x SDI HDTV                                |                                   | 2× SDI HDTV outputs + digital and analog genlock (using external controllers) |
| Quadro FX 4400       | 2005-06-28 | NV40 A1 (NV45GL) | 375        | 525 (1050)          | 512                     | 256-bit GDDR3   | 33.6              | Có                     | 5.50       | 5.50         | 2.1     | Không       | Không  | 83         | 2x DL-DVI, S-Video                              | GeForce 6800 PCI-E                | Variant FX 4400G with Genlock                                                 |
| Quadro FX 4500       | 2005-06-28 | G70GL            | 470        | 525 (1050)          | 512                     | 256-bit GDDR3   | 33.6              | Có                     | 6.88       | 10.3         | 2.1     | Không       | Không  | 109        | 2x DL-DVI, S-Video                              | GeForce 7800GTX                   |                                                                               |
| Quadro FX 4500 SDI   | 2006-02-11 | G70GL            | 470        | 525 (1050)          | 512                     | 256-bit GDDR3   | 33.6              | Có                     | 6.88       | 10.3         | 2.1     | Không       | Không  | 116        | DL-DVI, 2x HDTV                                 | GeForce 7800GTX                   | analog and digital genlock                                                    |
| Quadro FX 4500 X2    | 2006-04-24 | G70GL (2x)       | 500        | 600 (1200)          | 2×512                   | 2×256-bit GDDR3 | 2×33.6            | Có                     | 2x 8.0     | 2x 12.0      | 2.1     | Không       | Không  | 145        | 4x DL-DVI                                       | Quadro FX 4500                    | Two GPU units on the same card                                                |
| Quadro FX 5500       | 2006-04-20 | G71GL            | 650        | 500 (1000)          | 1024                    | 256-bit GDDR3   | 32.3              | Có                     | 10.4       | 15.6         | 2.1     | Không       | Không  | 96         | 2xDL-DVI, S-Video                               | GeForce 7900GTX                   |                                                                               |
| Quadro FX 5500 SDI   | 2006-04-20 | G71GL            | 650        | 500 (1000)          | 1024                    | 256-bit GDDR3   | 32.3              | Có                     | 10.4       | 15.6         | 2.1     | Không       | Không  | 104        |                                                 | Quadro FX 5500                    | with SDI, genlock/frame lock support (via external hardware)                  |

### Quadro FX (với CUDA và OpenCL, nhưng không Vulkan)
- Kiến trúc Tesla (G80+, GT2xx) với OpenGL 3.3 và OpenCL 1.1
- Tesla (G80+): DirectX 10, Shader Model 4.0, chỉ Single Precision (FP32) có sẵn cho CUDA và OpenCL
- Tesla 2 (GT2xx): DirectX 10.1, Shader Model 4.1, Single Precision (FP32) có sẵn cho CUDA và OpenCL (Double Precision (FP64) có sẵn cho CUDA và OpenCL chỉ cho GT200 với CUDA Compute Capability 1.3)

| Quadro_FX PCIe Model | Launch     | Core              | Core clock              | Memory clock (eff.) | Memory size (MiB) | Memory type     | Memory bandwidth | 3-pin stereo connector | CUDA cores | CUDA Compute Capa- bility | Open GL | Open CL            | Vulkan | Power max. | Monitor Output                                | Near GeForce Model               | Notes                                                                                   |
| Units                |            |                   | MHz                     | MHz                 | MiB               |                 | GiB/s            |                        |            |                           |         |                    |        | Watt       |                                               |                                  |                                                                                         |
| -------------------- | ---------- | ----------------- | ----------------------- | ------------------- | ----------------- | --------------- | ---------------- | ---------------------- | ---------- | ------------------------- | ------- | ------------------ | ------ | ---------- | --------------------------------------------- | -------------------------------- | --------------------------------------------------------------------------------------- |
| Quadro FX 370        | 2007-09-12 | G84 (Tesla)       | 360                     | 500 (1000)          | 256               | 64-bit DDR2     | 6.4              | Không                  | 16         | 1.1                       | 3.3     | 1.1                | Không  | 35         | 1× Dual-link DVI-I, 1x single-link DVI        |                                  | Shader Model 4.0 DirectX 10                                                             |
| Quadro FX 370 LP     | 2008-06-11 | G86               | 540                     | 500 (1000)          | 256               | 64-bit DDR2     | 8                | Không                  | 8          | 1.1                       | 3.3     | 1.1                | Không  | 25         | DMS-59                                        |                                  | Low Profile                                                                             |
| Quadro FX 380        | 2009-03-30 | G96               | 450                     | 350 (700)           | 256               | 128-bit GDDR3   | 22.4             | Không                  | 16         | 1.1                       | 3.3     | 1.1                | Không  | 34         | 2× Dual-link DVI-I                            | GeForce 9400                     |                                                                                         |
| Quadro FX 380 LP     | 2009-12-01 | GT218GL           | 550                     | 400 (800)           | 512               | 64-bit DDR3     | 12.8             | Không                  | 16         | 1.2                       | 3.3     | 1.1                | Không  | 28         | 1x Dual-link DVI-I, 1x DisplayPort            |                                  | Low Profile                                                                             |
| Quadro FX 570        | 2007-09-12 | G84GL             | 460                     | 400 (800)           | 256               | 128-bit DDR2    | 12.8             | Không                  | 16         | 1.1                       | 3.3     | 1.1                | Không  | 38         | 2× Dual-link DVI-I                            |                                  | Shader Model 4.0, DirectX 10                                                            |
| Quadro FX 580        | 2009-04-09 | G96               | 450 (OC 650)            | 800 (1600)          | 512               | 128-bit GDDR3   | 25.6             | Không                  | 32         | 1.1                       | 3.3     | 1.1                | Không  | 40         | 1× Dual-link DVI-I, 2× DP (10-bits per color) | GeForce 9500                     |                                                                                         |
| Quadro FX 1700       | 2007-12-09 | G84GL             | 460                     | 400 (800)           | 512               | 128-bit DDR2    | 12.8             | Không                  | 32         | 1.1                       | 3.3     | 1.1                | Không  | 42         | 2xDL-DVI, S-Video (TV-Out)                    | GeForce 8600GT                   | Shader Model 4.0, DirectX 10.                                                           |
| Quadro FX 1800       | 2009-03-30 | G94               | 550 (shader clock 1375) | 800 (1600)          | 768               | 192-bit DDR3    | 38.4             | Không                  | 64         | 1.1                       | 3.3     | 1.1                | Không  | 59         | 1× Dual-link DVI-I, 2× DP (10-bits per color) |                                  | Shader Model 4.0, DirectX 10.                                                           |
| Quadro FX 3700       | 2008-01-08 | G92               | 500                     | 800 (1600)          | 512               | 256-bit GDDR3   | 51.2             | Có                     | 112        | 1.1                       | 3.3     | 1.1                | Không  | 78         | 2x DVI, S-Video                               | GeForce 8800GT, 8800GTS 512      | PCI Express 2.0, Energy Star 4.0 compliant (<= 80W)                                     |
| Quadro FX 3800       | 2009-03-30 | GT200GL           | 600                     | 800 (1600)          | 1024              | 256-bit GDDR3   | 51.2             | Có                     | 192        | 1.3                       | 3.3     | 1.1                | Không  | 107        | DVI, 2x DisplayPort (10bits per Color)        | GeForce GTX 260                  | Stereo requires an optional 3 pin S Bracket                                             |
| Quadro FX 3800 SDI   | 2009-03-30 | GT200GL           | 600                     | 800 (1600)          | 1024              | 256-bit GDDR3   | 51.2             | Có                     | 192        | 1.3                       | 3.3     | 1.1                | Không  | 107        | DVI, 2x DisplayPort                           | Quadro FX 3800                   | HD-SDI Ports                                                                            |
| Quadro FX 4600       | 2007-03-05 | G80GL             | 400                     | 700 (1400)          | 768               | 384-bit GDDR3   | 67.2             | Có                     | 112        | 1.0                       | 3.3     | 1.1                | Không  | 134        | 2xDL-DVI, S-Video                             | GeForce 8800GTS (G80)            | One 6-pin power connector                                                               |
| Quadro FX 4600 SDI   | 2007-05-30 | G80GL             | 400                     | 700 (1400)          | 768               | 384-bit GDDR3   | 67.2             | Có                     | 112        | 1.0                       | 3.3     | 1.1                | Không  | 154        |                                               | Quadro FX 4600                   | with SDI, genlock/frame lock support (via external hardware), One 6-pin power connector |
| Quadro FX 4700 X2    | 2006-04-24 | G92               | 500                     | 800 (1600)          | 2×512             | 2×256-bit GDDR3 | 2×51.2           | Có                     | 2x 112     | 1.1                       | 3.3     | 1.1                | Không  | 226        | 2xDL-DVI, S-Video                             | Quadro FX 3700                   | Two GPU units on the same card                                                          |
| Quadro FX 5600       | 2007-03-05 | G80GL             | 600                     | 800 (1600)          | 1536              | 384-bit GDDR3   | 76.8             | Có                     | 128        | 1.0                       | 3.3     | 1.1 (1.0 OS X)     | Không  | 171        | 2x DVI, S-Video                               | GeForce 8800GTX                  | Two 6-pin power connectors                                                              |
| Quadro FX 5600 SDI   | 2007-03-05 | G80GL             | 600                     | 800 (1600)          | 1536              | 384-bit GDDR3   | 76.8             | Có                     | 128        | 1.0                       | 3.3     | 1.1 (1.0 OS X)     | Không  | 171        | 2x DVI, S-Video                               | Quadro FX 5600                   | Two 6-pin power connectors, HD-SDI Version                                              |
| Quadro FX 4800       | 2008-11-11 | D10U-20 (GT200GL) | 602                     | 800 (1600)          | 1536              | 384-bit GDDR3   | 77               | Có                     | 192        | 1.3                       | 3.3     | 1.1 (1.0 Mac OS X) | Không  | 150        | DVI, 2x DP, S-Video                           | 55 nm version of GeForce GTX 260 | . Quadro CX without Elemental Technologies' CS4 plug-in., SDI Version available         |
| Quadro FX 4800 SDI   | 2008-11-11 | D10U-20 (GT200GL) | 602                     | 800 (1600)          | 1536              | 384-bit GDDR3   | 77               | Có                     | 192        | 1.3                       | 3.3     | 1.1 (1.0 Mac OS X) | Không  | 150        | DVI, 2x DP, S-Video, SDI                      | FX 4800                          | HD-SDI                                                                                  |
| Quadro FX 5800       | 2008-11-11 | D10U-30 (GT200GL) | 650                     | 800 (1600)          | 4096              | 512-bit GDDR3   | 102              | Có                     | 240        | 1.3                       | 3.3     | 1.1                | Không  | 189        | DVI, 2x DP, S-Video                           | GeForce GTX 285                  | SDI Version available                                                                   |
| Quadro FX 5800 SDI   | 2008-11-11 | D10U-30 (GT200GL) | 650                     | 800 (1600)          | 4096              | 512-bit GDDR3   | 102              | Có                     | 240        | 1.3                       | 3.3     | 1.1                | Không  | 189        | DVI, 2x DP, S-Video                           | GeForce GTX 285                  | HD-SDI                                                                                  |
| Quadro CX            | 2008-11-11 | D10U-20 (GT200GL) | 602                     | 800 (1600)          | 1536              | 384-bit GDDR3   | 76.8             | Có                     | 192        | 1.3                       | 3.3     | 1.1                | Không  | 150        | 1xDP, 1xDL-DVI, S-Video                       | 55 nm GeForce GTX 260            | optimised for Adobe Creative Suite 4, HD-SDI optional                                   |
| Quadro VX 200        | 2008-01-08 | G92               | 450                     | 800 (1600)          | 512               | GDDR3           | 51.2             | Không                  | 92         | 1.1                       | 3.3     | 1.1                | Không  | 78         | HDTV and 2× Dual-link DVI                     |                                  | optimised for Autodesk AutoCAD.                                                         |

### Quadro
- Architecture Fermi (GFxxx), Kepler (GKxxx), Maxwell (GMxxx), Pascal (GPxxx), Volta (GVxxx) (except Quadro 400 with Tesla 2)
- All Cards with Display Port 1.1+ can support 10bit per Channel for OpenGL (HDR for Graphics Professional (Adobe Photoshop and more))
- Vulkan 1.2 available with Driver Windows 456.38, Linux 455.23.04 for Kepler, Maxwell, Pascal, Volta[84]
- All Kepler, Maxwell, Pascal, Volta and later can do OpenGL 4.6 with Driver 418+[85]
- All Quadro can do OpenCL 1.1. Kepler and later can do OpenCL 1.2 and incomplete OpenCL 2.0 with Driver 378.66 and higher.
- All can do Double Precision with Compute Capability 2.0 and higher (see CUDA)

| Quadro GPU        | Launch     | Core             | Core clock | Memory clock | Memory size (MiB) | Memory type          | Memory bandwidth | 3-pin stereo connector | CUDA cores | CUDA Compute Capa- bility | DirectX     | Open GL | Open CL | Vulkan | Power max. | MonitorOutput                                             | Near GeForce Model            | Notes                                                 |
| Units             |            |                  | MHz        | MHz          | MiB               |                      | GiB/s            |                        |            |                           |             |         |         |        | Watt       |                                                           |                               |                                                       |
| ----------------- | ---------- | ---------------- | ---------- | ------------ | ----------------- | -------------------- | ---------------- | ---------------------- | ---------- | ------------------------- | ----------- | ------- | ------- | ------ | ---------- | --------------------------------------------------------- | ----------------------------- | ----------------------------------------------------- |
| Quadro 400        | 2011-04-05 | GT216GL (40 nm)  | 450        | 800          | 512               | 64-bit DDR3          | 12.3             | 1.1                    | 48         | 1.2                       | 10.1        | 3.3     | 1.1     | Không  | 32         | 1x Dual-link DVI-I, 1x DP 1.1a, HDMI 1.3a (via adapter)   | GeForce GT 220                | GeForce 200 Series Tesla-2-based                      |
| Quadro 600        | 2010-12-13 | GF108GL          | 640        | 800          | 1024              | 128-bit GDDR3        | 25.6             | Không                  | 96         | 2.1                       | 11.0 (11_0) | 4.6     | 1.1     | Không  | 40         | 1×DL-DVI-I, 1× DisplayPort 1.1a, HDMI 1.3a (via adapter). | GeForce GT 430                | Based on the GeForce 400 Series Fermi-based           |
| Quadro 2000       | 2010-12-24 | GF106GL          | 625        | 1300         | 1024              | 128-bit GDDR5        | 41.6             | Không                  | 192        | 2.1                       | 11.0 (11_0) | 4.6     | 1.1     | Không  | 62         | 1×DL-DVI-I, 2× DP 1.1a, HDMI 1.3a (via adapter)           | GeForce GTS 450               | Fermi-based                                           |
| Quadro 2000D      | 2011-10-05 | GF106GL          | 625        | 1300         | 1024              | 128-bit GDDR5        | 41.6             | Không                  | 192        | 2.1                       | 11.0 (11_0) | 4.6     | 1.1     | Không  | 62         | 2×DL-DVI-I, 1x DP 1.1a                                    | GeForce GTS 450               | 10 and 12 bit per each rgb Channel (10-bits internal) |
| Quadro 4000 (SDI) | 2010-11-02 | GF100GL          | 475        | 700          | 2048              | 256-bit GDDR5        | 89.6             | Có                     | 256        | 2.0                       | 11.0 (11_0) | 4.6     | 1.1     | Không  | 142        | 1×DL-DVI-I, 2× DP 1.1a, HDMI 1.3a (via adapter)           | ?                             | HD-SDI optional                                       |
| Quadro 5000 (SDI) | 2011-02-23 | GF100GL (Fermi)  | 513        | 750          | 2560              | 320-bit GDDR5 ECC    | 120              | Có                     | 352        | 2.0                       | 11.0 (11_0) | 4.6     | 1.1     | Không  | 152        | 1×DL-DVI-I, 2× DP 1.1a, HDMI 1.3a (via adapter)           | GeForce GTX 465/470 (cutdown) | GeForce 400 Series, HD-SDI optional                   |
| Quadro 6000 (SDI) | 2010-12-10 | GF100GL (Fermi)  | 574        | 750          | 6144              | 384-bit GDDR5 ECC    | 144              | Có                     | 448        | 2.0                       | 11.0 (11_0) | 4.6     | 1.1     | Không  | 204        | 1×DL-DVI-I, 2× DP 1.1a, HDMI 1.3a (via adapter)           | GeForce GTX 480 (cutdown)     | GeForce 400 Series, HD-SDI optional                   |
| Quadro 7000       | 2012-05-12 | GF110GL          | 650        | 925          | 12288             | 384-bit GDDR5 ECC    | 177.4            | Có                     | 512        | 2.0                       | 11.0 (11_0) | 4.6     | 1.1     | Không  | 204        | 2x DP 1.1a, DVI, S-Video                                  | GeForce GTX 580               | Fermi-based                                           |
| Quadro Plex 7000  | 2011-07-25 | 2x GF100GL       | 574        | 750          | 2x 6144           | 2x 384-bit GDDR5 ECC | 2x 144           | Có                     | 2x 512     | 2.0                       | 11.0 (11_0) | 4.6     | 1.1     | Không  | 600        | 4x DP 1.1a, 2x S-Video                                    | GeForce GTX 590               | Based on two Quadro 6000.                             |
| Quadro 410        | 2012-08-07 | GK107GLM (28 nm) | 706        | 891          | 512               | 64-bit DDR3          | 14               | Không                  | 192        | 3.0                       | 12.0 (11_0) | 4.6     | 1.2     | 1.2    | 38         | 1x Single-link DVI-I, 1x DP 1.2, HDMI 1.4 (via adapter)   | GeForce GT 630 (Kepler)       | GeForce 600 Series Kepler-based                       |
| Quadro K420       | 2014-07-14 | GK107GL          | 780        | 900          | 1024              | 128-bit GDDR3        | 29               | Không                  | 192        | 3.0                       | 12.0 (11_0) | 4.6     | 1.2     | 1.2    | 41         | 1x DL-DVI, 1x DP 1.2                                      | GeForce GT 630 (Kepler)       | Kepler-based                                          |
| Quadro K600       | 2013-03-01 | GK107GL          | 875        | 900          | 1024              | 128-bit GDDR3        | 29               | Không                  | 192        | 3.0                       | 12.0 (11_0) | 4.6     | 1.2     | 1.2    | 41         | 1x DL-DVI-I, 1x DP 1.2                                    | GeForce GT 630 (Kepler)       | Kepler-based                                          |
| Quadro K620       | 2014-07-14 | GM107GL          | 1000       | 900          | 2048              | 128-bit GDDR3        | 29               | Không                  | 384        | 5.0                       | 12.0 (11_0) | 4.6     | 1.2     | 1.2    | 45         | 1x DL-DVI, 1x DP 1.2,                                     | GeForce GTX 745 (OEM)         | Maxwell-based                                         |
| Quadro K1200      | 2015-01-28 | GM107GL          | 1000       | 1250         | 4096              | 128-bit GDDR5        | 80               | Không                  | 512        | 5.0                       | 12.0 (11_0) | 4.6     | 1.2     | 1.2    | 45         | 4x Mini-DP 1.2                                            | GeForce GTX 750               | Maxwell-based                                         |
| Quadro K2000      | 2013-03-01 | GK107GL          | 954        | 1000         | 2048              | 128-bit GDDR5        | 64               | Không                  | 384        | 3.0                       | 12.0 (11_0) | 4.6     | 1.2     | 1.2    | 51         | 1x DL-DVI-I, 2x DP 1.2                                    | GeForce GTX 650               | Kepler-based                                          |
| Quadro K2000D     | 2013-03-01 | GK107GL          | 950        | 1000         | 2048              | 128-bit GDDR5        | 64               | Không                  | 384        | 3.0                       | 12.0 (11_0) | 4.6     | 1.2     | 1.2    | 51         | 2x DL-DVI-I, 1x DP 1.2                                    | GeForce GTX 650               | Kepler-based                                          |
| Quadro K2200      | 2014-07-22 | GM107GL          | 1046       | 1250         | 4096              | 128-bit GDDR5        | 80               | Không                  | 640        | 5.0                       | 12.0 (11_0) | 4.6     | 1.2     | 1.2    | 68         | 1x DL-DVI-I, 2x DP 1.2                                    | GeForce GTX 750 Ti            | Maxwell-based                                         |
| Quadro K4000      | 2013-03-01 | GK106GL          | 800        | 1400         | 3072              | 192-bit GDDR5        | 134              | Có                     | 768        | 3.0                       | 12.0 (11_0) | 4.6     | 1.2     | 1.2    | 80         | 1x DL-DVI-I, 2x DP1.2                                     | GeForce GTX 650 Ti Boost      | Kepler-based, HD-SDI optional with extra Card         |
| Quadro K4200      | 2014-07-22 | GK104GL          | 780        | 1350         | 4096              | 256-bit GDDR5        | 173              | Có                     | 1344       | 3.0                       | 12.0 (11_0) | 4.6     | 1.2     | 1.2    | 108        | 1x DL-DVI-I, 2x DP 1.2                                    | GeForce GTX 670               | Kepler-based, HD-SDI optional                         |
| Quadro K5000      | 2012-08-17 | GK104GL          | 706        | 1350         | 4096              | 256-bit GDDR5 ECC    | 173              | Có                     | 1536       | 3.0                       | 12.0 (11_0) | 4.6     | 1.2     | 1.2    | 122        | 2x DP 1.2                                                 | GeForce GTX 770/680           | Kepler-based, HD-SDI optional                         |
| Quadro K5200      | 2014-07-22 | GK110GL          | 650        | 1500         | 8192              | 256-bit GDDR5 ECC    | 192              | Có                     | 2304       | 3.5                       | 12.0 (11_0) | 4.6     | 1.2     | 1.2    | 150        | 1x DL-DVI-I, 1x DL-DVI-D, 2x DP 1.2                       | GeForce GTX 780               | Kepler-based, HD-SDI optional                         |
| Quadro K6000      | 2013-07-23 | GK110GL          | 700        | 1500         | 12288             | 384-bit GDDR5 ECC    | 288              | Có                     | 2880       | 3.5                       | 12.0 (11_0) | 4.6     | 1.2     | 1.2    | 225        | 2x DP 1.2                                                 | GeForce GTX TITAN Black       | Kepler-based, HD-SDI optional                         |
| Quadro M2000      | 2016-04-08 | GM206-875        | 796-1163   | 1653         | 4096              | 128-bit GDDR5        | 105.8            | Không                  | 768        | 5.2                       | 12.0 (12_1) | 4.6     | 1.2     | 1.2    | 75         | 4x DP 1.2                                                 | GeForce GTX 950               | Maxwell-based                                         |
| Quadro M4000      | 2015-06-29 | GM204-850        | 773        | 1502         | 8192              | 256-bit GDDR5        | 192.3            | Có                     | 1664       | 5.2                       | 12.0 (12_1) | 4.6     | 1.2     | 1.2    | 120        | 4x DP 1.2                                                 | GeForce GTX 970               | Maxwell-based                                         |
| Quadro M5000      | 2015-06-29 | GM204-875        | 861-1038   | 1653         | 8192              | 256-bit GDDR5 ECC    | 211.6            | Có                     | 2048       | 5.2                       | 12.0 (12_1) | 4.6     | 1.2     | 1.2    | 150        | 4x DP 1.2                                                 | GeForce GTX 980               | Maxwell-based                                         |
| Quadro M6000      | 2015-03-15 | GM200GL          | 988-1114   | 1653         | 12288             | 384-bit GDDR5 ECC    | 317.4            | Có                     | 3072       | 5.2                       | 12.0 (12_1) | 4.6     | 1.2     | 1.2    | 250        | 4x DP 1.2                                                 | GeForce GTX TITAN X           | Maxwell-based                                         |
| Quadro M6000 24GB | 2016-03-05 | GM200-880        | 988-1114   | 1653         | 24576             | 384-bit GDDR5 ECC    | 317.4            | Có                     | 3072       | 5.2                       | 12.0 (12_1) | 4.6     | 1.2     | 1.2    | 250        | 4x DP 1.2                                                 | GeForce GTX TITAN X           | Maxwell-based                                         |
| Quadro P400       | 2017-02-06 | GP107-825        | 1228-1252  | 1003         | 2048              | 64-bit GDDR5         | 32.1             | Không                  | 256        | 6.1                       | 12.0 (12_1) | 4.6     | 1.2     | 1.2    | 30         | 3x mini-DP 1.4                                            | GeForce GT 1030               | Pascal-based                                          |
| Quadro P600       | 2017-02-06 | GP107-850        | 1329-1557  | 1003         | 2048              | 128-bit GDDR5        | 64.2             | Không                  | 384        | 6.1                       | 12.0 (12_1) | 4.6     | 1.2     | 1.2    | 40         | 4x mini-DP 1.4                                            | GeForce GT 1030               | Pascal-based                                          |
| Quadro P620       | 2018-02-01 | GP107-855        | 1266-1354  | 1252         | 2048              | 128-bit GDDR5        | 80.13            | Không                  | 512        | 6.1                       | 12.0 (12_1) | 4.6     | 1.2     | 1.2    | 40         | 4x mini-DP 1.4                                            | GeForce GTX 1050              | Pascal-based                                          |
| Quadro P1000      | 2017-02-06 | GP107-860        | 1266-1481  | 1253         | 4096              | 128-bit GDDR5        | 80.19            | Không                  | 640        | 6.1                       | 12.0 (12_1) | 4.6     | 1.2     | 1.2    | 47         | 4x mini-DP 1.4                                            | GeForce GTX 1050              | Pascal-based                                          |
| Quadro P2000      | 2017-02-06 | GP106-875-K1     | 1076-1480  | 1752         | 5120              | 160-bit GDDR5        | 140.2            | Không                  | 1024       | 6.1                       | 12.0 (12_1) | 4.6     | 1.2     | 1.2    | 75         | 4x DP 1.4                                                 | GeForce GTX 1060              | Pascal-based                                          |
| Quadro P2200      | 2019-06-10 | GP106-880-K1     | 1000-1493  | 1253         | 5120              | 160-bit GDDR5X       | 200.5            | Không                  | 1280       | 6.1                       | 12.0 (12_1) | 4.6     | 1.2     | 1.2    | 75         | 4x DP 1.4                                                 | GeForce GTX 1060              | Pascal-based                                          |
| Quadro P4000      | 2017-02-06 | GP104-850        | 1202-1480  | 1901         | 8192              | 256-bit GDDR5        | 243.3            | Có                     | 1792       | 6.1                       | 12.0 (12_1) | 4.6     | 1.2     | 1.2    | 105        | DVI, 4x DP 1.4                                            | GeForce GTX 1070              | Pascal-based                                          |
| Quadro P5000      | 2016-10-01 | GP104-875        | 1607-1733  | 1127         | 16384             | 256-bit GDDR5X       | 288.5            | Có                     | 2560       | 6.1                       | 12.0 (12_1) | 4.6     | 1.2     | 1.2    | 180        | DVI, 4x DP 1.4                                            | GeForce GTX 1080              | Pascal-based                                          |
| Quadro P6000      | 2016-10-01 | GP102-875        | 1506-1645  | 1127         | 24576             | 384-bit GDDR5X       | 432.8            | Có                     | 3840       | 6.1                       | 12.0 (12_1) | 4.6     | 1.2     | 1.2    | 250        | DVI, 4x DP 1.4                                            | Nvidia TITAN Xp               | Pascal-based                                          |
| Quadro GP100      | 2017-02-06 | GP100GL          | 1304-1442  | 715          | 16384             | 4096-bit HBM2        | 732.2            | Có                     | 3584       | 6.0                       | 12.0 (12_1) | 4.6     | 1.2     | 1.2    | 235        | Dual-Link DVI, 4x DP 1.4                                  | GeForce GTX 1080 Ti           | Pascal-based                                          |
| Quadro GV100      | 2018-03-27 | GV100-875        | 1132-1627  | 848          | 32768             | 4096-bit HBM2        | 868.4            | Có                     | 5120       | 7.0                       | 12.0 (12_1) | 4.6     | 1.2     | 1.2    | 250        | 4x DP 1.4                                                 | Nvidia TITAN V                | Volta-based                                           |

1 Nvidia Quadro 342.01 WHQL: support of OpenGL 3.3 and OpenCL 1.1 for legacy Tesla microarchitecture Quadros.
2 Nvidia Quadro 377.83 WHQL: support of OpenGL 4.5, OpenCL 1.1 for legacy Fermi microarchitecture Quadros.
3 Nvidia Quadro 456.38 WHQL: support of OpenGL 4.6, OpenCL 1.2 for Kepler, Maxwell, Pascal & Volta.
4 OpenCL 1.1 is available for Tesla-Chips, OpenCL 1.0 for some Cards with G8x, G9x and GT200 by MAC OS X

### Quadro RTX
- Turing(TU10x) & Ampere(GA10x) microarchitecture

| Quadro GPU       | Launch     | Core      | Core clock       | Memory clock       | Memory size (MiB)             | Memory type   | Memory bandwidth         | 3-pin stereo connector | CUDA cores | CUDA Compute Capa- bility | Tensor cores | RT cores | Half precision | Single precision | Double precision | DirectX     | Open GL | Open CL | Vulkan | Power max.     | MonitorOutput           | Near GeForce Model     | Notes        |
| Units            |            |           | MHz              | MHz                | MiB                           |               | GiB/s                    |                        |            |                           |              |          | TFLOPS         | TFLOPS           | GFLOPS           |             |         |         |        | Watt           |                         |                        |              |
| ---------------- | ---------- | --------- | ---------------- | ------------------ | ----------------------------- | ------------- | ------------------------ | ---------------------- | ---------- | ------------------------- | ------------ | -------- | -------------- | ---------------- | ---------------- | ----------- | ------- | ------- | ------ | -------------- | ----------------------- | ---------------------- | ------------ |
| Quadro RTX 4000  | 2018-11-13 | TU104-850 | 1005-1545        | 1625               | 8192                          | 256-bit GDDR6 | 416                      | Có                     | 2304       | 7.5                       | 288          | 36       | 14.2           | 7.1              | 221.8            | 12.0 (12_2) | 4.6     | 1.2     | 1.2    | 160            | 3x DP 1.4, Virtual Link | GeForce RTX 2070       | Turing-based |
| Quadro RTX 5000  | 2018-08-13 | TU104-875 | 1620-1815        | 1750               | 16384 (32768 with NVLink)     | 256-bit GDDR6 | 448                      | Có                     | 3072       | 7.5                       | 384          | 48       | 22.3           | 11.2             | 350              | 12.0 (12_2) | 4.6     | 1.2     | 1.2    | 265            | 4x DP 1.4, Virtual Link | GeForce RTX 2080 SUPER | Turing-based |
| Quadro RTX 6000  | 2018-08-13 | TU102-875 | 1440-1770        | 1750               | 24576 (49152 with NVLink)     | 384-bit GDDR6 | 672                      | Có                     | 4608       | 7.5                       | 576          | 72       | 32.6           | 16.3             | 509.8            | 12.0 (12_2) | 4.6     | 1.2     | 1.2    | 295            | 4x DP 1.4, Virtual Link | Nvidia TITAN RTX       | Turing-based |
| Quadro RTX 8000  | 2018-08-13 | TU102-875 | 1395-1770        | 1750               | 49152 (98304 with NVLink)     | 384-bit GDDR6 | 672                      | Có                     | 4608       | 7.5                       | 576          | 72       | 32.6           | 16.3             | 509.8            | 12.0 (12_2) | 4.6     | 1.2     | 1.2    | 295            | 4x DP 1.4, Virtual Link | Nvidia TITAN RTX       | Turing-based |
| Quadro RTX A6000 | 2020-10-05 | GA102-8?? |                  |                    | 49152 (98304 with NVLink 3.0) | 384-bit GDDR6 | 768                      | Có                     | 10752      | 8.6                       | 336          | 84       | ??.?           | ??.?             | ???.?            | 12.0 (12_2) | 4.6     | 1.2     | 1.2    | 295            | 4x DP 1.4               |                        | Ampere-based |
| Quadro GPU       | Launch     | Core      | Core clock (MHz) | Memory clock (MHz) | Memory size (MiB)             | Memory (type) | Memory bandwidth (GiB/s) | 3-pin stereo connector | CUDA cores | CUDA Compute Capa- bility | Tensor cores | RT cores | Half precision | Single precision | Double precision | DirectX     | Open GL | Open CL | Vulkan | Power max. (W) | Monitor Output          | Near GeForce Model     | Notes        |

## Desktop AGP
- Architecture Celsius (NV1x): DirectX 7, OpenGL 1.2 (1.3)
- Architecture Kelvin (NV2x): DirectX 8 (8.1), OpenGL 1.3 (1.5), Pixel Shader 1.1 (1.3)
- Architecture Rankine (NV3x): DirectX 9.0a, OpenGL 1.5 (2.1), Shader Model 2.0a
- Architecture Curie (NV4x): DirectX 9.0c, OpenGL 2.1, Shader Model 3.0

| Quadro_AGP Model   | Launch     | Core             | Core clock | Memory clock (effective) | Memory size | Memory type   | Memory bandwidth | Interface AGP | 3-pin stereo connector | Monitor Output                               | Near GeForce Model         | Notes                                                        |
| Units              |            |                  | MHz        | MHz                      | MiB         |               | GiB/s            |               |                        |                                              |                            |                                                              |
| ------------------ | ---------- | ---------------- | ---------- | ------------------------ | ----------- | ------------- | ---------------- | ------------- | ---------------------- | -------------------------------------------- | -------------------------- | ------------------------------------------------------------ |
| Quadro             | 2000-01-01 | NV10GL (Celsius) | 135        | 166                      | 32          | 128-bit SDR   | 2.66             | 4×            | Không                  | 1x VGA                                       | GeForce 256                |                                                              |
| Quadro2 Pro        | 2000-07-25 | NV15GL           | 250        | 400                      | 64          | 128-bit DDR   | 6.4              | 4×            | Không                  | DVI, VGA, S-Video                            | GeForce 2 GTS              |                                                              |
| Quadro2 MXR        | 2000-07-25 | NV11GL           | 200        | 183                      | 32          | 128-bit SDR   | 2.93             | 4×            | Không                  | 1x VGA                                       | GeForce 2 MX/400           |                                                              |
| Quadro2 MXR LP     | 2000-07-25 | NV11GL           | 200        | 183                      | 32          | 128-bit SDR   | 2.93             | 4x            | Không                  | 1x VGA                                       | GeForce 2 MX/400           |                                                              |
| Quadro DCC         | 2001-03-14 | NV20GL (Kelvin)  | 200        | 230                      | 64          | 128-bit DDR   | 7.3              | 4×            | Không                  | DVI, VGA, S-Video                            | GeForce 3/Ti               |                                                              |
| Quadro4 380 XGL    | 2002-11-12 | NV18GL           | 275        | 513                      | 64          | 128-bit DDR   | 8.2              | 8×            | Không                  | DVI, VGA, S-Video                            | GeForce 4 MX 440 (AGP 8×)  |                                                              |
| Quadro4 500 XGL    | 2002-02-19 | NV17GL           | 250        | 166                      | 128         | 128-bit SDR   | 2.66             | 4 x           | Không                  | DVI                                          | GeForce 4 MX 420           |                                                              |
| Quadro4 550 XGL    | 2002-02-19 | NV17GL           | 270        | 400                      | 64          | 128-bit DDR   | 6.4              | 4×            | Không                  | DVI                                          | GeForce 4 MX 440           |                                                              |
| Quadro4 580 XGL    | 2002-11-12 | NV18GL           | 300        | 400                      | 64          | 128-bit DDR   | 6.4              | 8×            | Không                  | DVI                                          | GeForce 4 MX 440 (AGP 8×)  |                                                              |
| Quadro4 700 XGL    | 2002-02-19 | NV25GL           | 275        | 550                      | 64          | 128-bit DDR   | 7.2              | 4×            | Không                  | 2x DVI, S-Video                              | GeForce 4 Ti 4200          |                                                              |
| Quadro4 750 XGL    | 2002-02-19 | NV25GL           | 275        | 550                      | 128         | 128-bit DDR   | 7.2              | 4×            | Có                     | 2x DVI, S-Video                              | GeForce 4 Ti 4400          |                                                              |
| Quadro4 780 XGL    | 2002-11-12 | NV28GL           | 275        | 550                      | 128         | 128-bit DDR   | 8.8              | 4x            | Có                     | 2x DVI, S-Video                              | GeForce 4 Ti 4200 (AGP 8×) |                                                              |
| Quadro4 900 XGL    | 2002-02-19 | NV25GL           | 300        | 650                      | 128         | 128-bit DDR   | 10.4             | 4×            | Có                     | 2x DVI, S-Video                              | GeForce 4 Ti 4600          |                                                              |
| Quadro4 980 XGL    | 2002-11-12 | NV28GL           | 300        | 650                      | 128         | 128-bit DDR   | 10.4             | 8×            | Có                     | 2x DVI, S-Video                              | GeForce 4 Ti 4800          |                                                              |
| Quadro FX 500      | 2003-05-21 | NV34GL (Rankine) | 270        | 243                      | 128         | 128-bit DDR   | 7.7              | 8×            | Không                  | DVI, VGA                                     | GeForce FX 5200            |                                                              |
| Quadro FX 700      | 2004-03-17 | NV31GL           | 275        | 275                      | 128         | 128-bit DDR   | 8.8              | 8×            | Không                  | DVI, VGA                                     | GeForce FX 5600            |                                                              |
| Quadro FX 1000     | 2003-01-21 | NV30GL           | 300        | 600                      | 128         | 128-bit GDDR2 | 9.6              | 8×            | Có                     | 2x DVI, S-Video                              | GeForce FX 5800            |                                                              |
| Quadro FX 1100     | 2004-04-01 | NV36GL           | 425        | 325                      | 128         | 128-bit DDR   | 10.4             | 8×            | Có                     | 2x DVI, S-Video                              | GeForce FX 5700            |                                                              |
| Quadro FX 2000     | 2003-01-21 | NV30GL           | 400        | 400                      | 128         | 128-bit GDDR2 | 12.8             | 8×            | Có                     | 2x DVI, S-Video                              | GeForce FX 5800            |                                                              |
| Quadro FX 3000     | 2003-07-22 | NV35GL           | 400        | 425                      | 256         | 256-bit DDR   | 27.2             | 8×            | Có                     | 2x DVI, S-Video                              | GeForce FX 5900            |                                                              |
| Quadro FX 3000G    | 2003-07-22 | NV35GL           | 400        | 425                      | 256         | 256-bit DDR   | 27.2             | 8×            | Có                     | 2x DL-DVI (via external controller), S-Video | GeForce FX 5900            | has external stereo frame sync connector                     |
| Quadro FX 4000     | 2004-04-01 | NV40GL           | 375        | 500                      | 256         | 256-bit GDDR3 | 32.0             | 8×            | Có                     | 2x Dual-link DVI, S-Video                    | GeForce 6800 GT            | 2nd link using external TMDS transmitter                     |
| Quadro FX 4000 SDI | 2004-04-19 | NV40GL (Curie)   | 375        | 500                      | 256         | 256-bit GDDR3 | 32.0             | 8×            | Có                     | DVI, 2x SDI HDTV                             | GeForce 6800 GT            | with digital and analog genlock (using external controllers) |

## Desktop PCI
- Architecture Rankine (NV3x): DirectX 9.0a, OpenGL 1.5 (2.1), Shader Model 2.0a

| Quadro PCI Model  | Launch     | Core             | Core clock (MHz) | Memory clock (effective) (MHz) | Memory size (MiB) | Memory type | Memory bandwidth (GB/s) | 3-pin stereo connector | Monitor Output  | Notes                   |
| ----------------- | ---------- | ---------------- | ---------------- | ------------------------------ | ----------------- | ----------- | ----------------------- | ---------------------- | --------------- | ----------------------- |
| Quadro FX 600 PCI | 2004-03-17 | NV34GL (Rankine) | 270              | 480                            | 128               | 128-bit DDR | 7.8                     | Có                     | 2x DVI, S-Video | also GeForce 5200 Ultra |

## Cho doanh nghiệp NVS
GPU Nvidia Quadro NVS cung cấp giải pháp đồ họa doanh nghiệp cho các nhà sản xuất máy trạm doanh nghiệp vừa, nhỏ và cấp doanh nghiệp. Các giải pháp máy tính để bàn Nvidia Quadro NVS cho phép đồ họa đa màn hình cho các doanh nghiệp như thương nhân tài chính.
- Architecture Celsius (NV1x): DirectX 7, OpenGL 1.2 (1.3)
- Architecture Kelvin (NV2x): DirectX 8 (8.1), OpenGL 1.3 (1.5), Pixel Shader 1.1 (1.3)
- Architecture Rankine (NV3x): DirectX 9.0a, OpenGL 1.5 (2.1), Shader Model 2.0a
- Architecture Curie (NV4x): DirectX 9.0c, OpenGL 2.1, Shader Model 3.0
- Architecture Tesla (G80+): DirectX 10.0, OpenGL 3.3, Shader Model 4.0, CUDA 1.0 or 1.1, OpenCL 1.1
- Architecture Tesla 2 (GT2xx): DirectX 10.1, OpenGL 3.3, Shader Model 4.1, CUDA 1.2 or 1.3, OpenCL 1.1
- Architecture Fermi (GFxxx): DirectX 11.0, OpenGL 4.6, Shader Model 5.0, CUDA 2.x, OpenCL 1.1
- Architecture Kepler (GKxxx): DirectX 11.2, OpenGL 4.6, Shader Model 5.0, CUDA 3.x, OpenCL 1.2, Vulkan 1.1
- Architecture Maxwell 1 (GM1xx): DirectX 12.0, OpenGL 4.6, Shader Model 5.0, CUDA 5.0, OpenCL 1.2, Vulkan 1.1

| Quadro NVS model           | Launch     | Max. resolution (digital)    | Interface            | Display connectors                 | Displays supported | Power consumption | Core           | Notes                     |
| Units                      |            |                              |                      |                                    |                    | Watt              |                |                           |
| -------------------------- | ---------- | ---------------------------- | -------------------- | ---------------------------------- | ------------------ | ----------------- | -------------- | ------------------------- |
| Quadro NVS 50              | 2005-05-31 | 1600×1200                    | AGP 8× / PCI         | DVI-I, S-Video                     | 1                  | 10                | NV18 (Celsius) | OpenGL 1.3, DirectX 8.0   |
| Quadro4 NVS 100            | 2003-12-22 | 2048×1536                    | AGP 4× / PCI         | 1x DVI-I, VGA, S-Video             | 2                  | 10                | NV17(A3)       |                           |
| Quadro NVS 200             | 2003-12-22 | 1280×1024                    | AGP 4× / PCI         | LFH-60                             | 2                  | 11                | NV17           |                           |
| Quadro NVS 210s            | 2003-12-22 | 1720×1200                    | Onboard (nForce 430) | DVI + VGA                          | ?                  | 11                | MCP51          | no PureVideoHD, only SD   |
| Quadro NVS 280 (PCI)       | 2003-10-28 | 1600×1200                    | PCI                  | DMS-59                             | 2                  | 12                | NV34 A1        |                           |
| Quadro NVS 280 (AGP, PCIe) | 2004-05-25 | 1600×1200                    | PCI-E ×16 / AGP 8×   | DMS-59                             | 2                  | 12                | NV34 A1        |                           |
| Quadro NVS 285             | 2006-06-06 | 1920×1200                    | PCI-Express ×1/×16   | DMS-59                             | 2                  | 13/18             | NV44           |                           |
| Quadro NVS 290             | 2007-10-04 | 1920×1200                    | PCI-Express ×1/×16   | DMS-59                             | 2                  | 21                | G86            | Tesla based               |
| Quadro NVS 295             | 2009-05-07 | 2560×1600                    | PCI-Express ×1/×16   | 2× DisplayPort or 2× DVI-D         | 2                  | 23                | G98            | Tesla based               |
| Quadro NVS 400             | 2004-07-16 | 1280×1024                    | PCI                  | 2× DMS-59                          | 4                  | 18                | 2× NV17 A3     |                           |
| Quadro NVS 420             | 2009-01-20 | 2560×1600                    | PCI-Express ×1/×16   | VHDCI (4× DisplayPort or 4× DVI-D) | 4                  | 40                | 2× G98         |                           |
| Quadro NVS 440             | 2009-03-09 | 1920×1200                    | PCI-Express ×1/×16   | 2× DMS-59                          | 4                  | 31                | 2× NV43        |                           |
| Quadro NVS 450             | 2008-11-11 | 2560×1600                    | PCI-Express ×16      | 4× DisplayPort                     | 4                  | 35                | 2× G98         |                           |
| NVS 300                    | 2011-01-08 | 2560×1600                    | PCI-Express ×1/×16   | DMS-59                             | 2                  | 17.5              | GT218          | Tesla 2 based             |
| NVS 310                    | 2012-06-26 | 2560×1600                    | PCI-Express ×16      | 2× DisplayPort                     | 2                  | 19.5              | GF119          | Fermi based (GeForce 510) |
| NVS 315                    | 2013-03-10 | 2560×1600                    | PCI-Express ×16      | DMS-59                             | 2                  | 19.5              | GF119          |                           |
| NVS 510                    | 2012-10-23 | 3840×2160                    | PCI-Express 2.0 ×16  | 4× Mini-DisplayPort                | 4                  | 35                | GK107          | Kepler-based              |
| NVS 810                    | 2015-11-04 | 4096×2160 (8@30 Hz, 4@60 Hz) | PCI-Express 3.0 ×16  | 8× Mini-DisplayPort                | 8                  | 68                | 2× GM107       | Maxwell based             |

## Ứng dụng di động

### Quadro FX M (không có Vulkan)
- Kiến trúc Rankine (NV3x), Curie (NV4x, G7x) và Tesla (G80+, GT2xx)

| Quadro FX M Model | Launch YYYY-MM-dd | Core               | Fab | Bus interface | Core clock | Shader clock | Memory clock | Config core           | Fillrate | Fillrate | Memory | Memory     | Memory      | Bus width | Processing Power (GFLOPs) | Processing Power (GFLOPs) | API support | API support | API support             | API support | API support | TDP     |
| Quadro FX M Model | Launch YYYY-MM-dd | Core               | Fab | Bus interface | Core clock | Shader clock | Memory clock | Config core           | Pixel    | Texture  | Size   | Band- with | Type        | Bus width | Single precision          | Double precision          | DirectX     | OpenGL      | CUDA Compute Capability | OpenCL      | Vulkan      | TDP     |
| Units             |                   |                    | nm  |               | MHz        | MHz          | MHz          |                       | GP/s     | GT/s     | MiB    | GB/s       |             | bit       |                           |                           |             |             |                         |             |             | Watt    |
| ----------------- | ----------------- | ------------------ | --- | ------------- | ---------- | ------------ | ------------ | --------------------- | -------- | -------- | ------ | ---------- | ----------- | --------- | ------------------------- | ------------------------- | ----------- | ----------- | ----------------------- | ----------- | ----------- | ------- |
| Quadro FX Go 540  | 2004-08-09        | NV43GL             | 110 | MXM-II        | 300        | 300          | 550          | 4:8:8:8               | 2.4      | 2.4      | 128    | 8.8        | GDDR3       | 128       |                           | Không                     | 9.0c        | 2.1         | Không                   | Không       | Không       | 42      |
| Quadro FX Go 700  | 2003-06-25        | NV31GLM            | 130 | AGP 4x        | 295        | 295          | 590          | 3:4:4:4               | 1.18     | 1.18     | 128    | 9.44       | DDR3        | 128       |                           | Không                     | 9.0a        | 2.1         | Không                   | Không       | Không       | unknown |
| Quadro FX Go 1000 | 2005-02-25        | NV36GLM            | 130 | AGP 4x        | 295        | 295          | 570          | 3:4:4:4               | 1.18     | 1.18     | 128    | 9.12       | DDR3        | 128       |                           | Không                     | 9.0a        | 2.1         | Không                   | Không       | Không       | unknown |
| Quadro FX Go 1400 | 2005-02-25        | NV41GLM            | 110 | MXM-III       | 275        | 275          | 590          | 5:8:8:8               | 2.2      | 2.2      | 256    | 18.88      | DDR3        | 256       |                           | Không                     | 9.0c        | 2.1         | Không                   | Không       | Không       | unknown |
| Quadro FX 350M    | 2006-03-13        | G72GLM (Curie)     | 90  | PCI-E 1.0 ×16 | 450        | 450          | 900          | 3:4:4:2               | 0.9      | 1.8      | 256    | 14.4       | GDDR3       | 128       |                           | Không                     | 9.0c        | 2.1         | Không                   | Không       | Không       | 15      |
| Quadro FX 360M    | 2007-05-09        | G86GLM (Tesla)     | 80  | PCI-E 1.0 ×16 | 400        | 800          | 1200         | 16:8:4:2              | 1.6      | 3.2      | 256    | 9.6        | GDDR2       | 64        | 25.6                      | Không                     | 10          | 3.3         | 1.1                     | 1.1         | Không       | 17      |
| Quadro FX 370M    | 2008-08-15        | G98GLM (Tesla)     | 65  | PCI-E 2.0 ×16 | 550        | 1400         | 1200         | 8:4:4:1               | 2.2      | 2.2      | 256    | 9.6        | GDDR3       | 64        | 22.4                      | Không                     | 10          | 3.3         | 1.1                     | 1.1         | Không       | 20      |
| Quadro FX 380M    | 2010-01-07        | GT218GLM (Tesla 2) | 40  | PCI-E 2.0 ×16 | 625        | 1530         | 1600         | 16:8:4:2              | 2.4      | 4.8      | 512    | 12.6       | GDDR3       | 64        | 47.0                      | No, only GT200 1/8 of SP  | 10.1        | 3.3         | 1.2                     | 1.1         | Không       | 25      |
| Quadro FX 550M    | 2006-03-13        | G73GLM (Curie)     | 90  | PCI-E 1.0 ×16 | 480        | 480          | 1000         | 5:12:12:8             | 4        | 6        | 512    | 19.2       | GDDR3       | 128       |                           | Không                     | 9.0c        | 2.1         | Không                   | Không       | Không       | 35      |
| Quadro FX 560M    | 2006-03-13        | G73GLM (Curie)     | 90  | PCI-E 1.0 ×16 | 500        | 500          | 1200         | 5:12:12:8             | 4        | 6        | 512    | 19.2       | GDDR3       | 128       |                           | Không                     | 9.0c        | 2.1         | Không                   | Không       | Không       | 35      |
| Quadro FX 570M    | 2007-06-01        | G84GLM (Tesla)     | 80  | PCI-E 1.0 ×16 | 475        | 950          | 1400         | 32:16:8:2             | 3.8      | 7.6      | 512    | 22.4       | GDDR3       | 128       | 60.8                      | Không                     | 10          | 3.3         | 1.1                     | 1.1         | Không       | 45      |
| Quadro FX 770M    | 2008-08-14        | G96GLM (Tesla)     | 65  | PCI-E 2.0 ×16 | 500        | 1250         | 1600         | 32:16:8:2             | 4        | 8        | 512    | 25.6       | GDDR3       | 128       | 80                        | Không                     | 10          | 3.3         | 1.1                     | 1.1         | Không       | 35      |
| Quadro FX 880M    | 2010-01-07        | GT216GLM (Tesla 2) | 40  | PCI-E 2.0 ×16 | 550        | 1210         | 1600         | 48:16:8:2             | 4.4      | 8.8      | 1024   | 25.6       | GDDR3       | 128       | 116                       | No, only GT200 1/8 of SP  | 10.1        | 3.3         | 1.2                     | 1.1         | Không       | 35      |
| Quadro FX 1500M   | 2006-04-18        | G71GLM             | 90  | PCI-E 1.0 ×16 | 375        | 375          | 1000         | 8:24:24:16            | 6        | 9        | 512    | 32         | GDDR3       | 256       |                           | Không                     | 9.0c        | 2.1         | Không                   | Không       | Không       | 45      |
| Quadro FX 1600M   | 2007-06-01        | G84GLM             | 80  | PCI-E 1.0 ×16 | 625        | 1250         | 1600         | 32:16:8:2             | 5        | 10       | 512    | 25.6       | GDDR3       | 128       | 80                        | Không                     | 10          | 3.3         | 1.1                     | 1.1         | Không       | 50      |
| Quadro FX 1700M   | 2008-10-01        | G96GLM             | 65  | PCI-E 2.0 ×16 | 625        | 1550         | 1600         | 32:16:8:2             | 5        | 10       | 512    | 25.6       | GDDR3       | 128       | 99.2                      | Không                     | 10          | 3.3         | 1.1                     | 1.1         | Không       | 50      |
| Quadro FX 1800M   | 2009-06-15        | GT215GLM           | 40  | PCI-E 2.0 ×16 | 450        | 1080         | 1600 2200    | 72:24:8:3             | 3.6      | 10.8     | 1024   | 25.6 35.2  | GDDR3 GDDR5 | 128       | 162                       | No, only GT200 1/8 of SP  | 10.1        | 3.3         | 1.2                     | 1.1         | Không       | 45      |
| Quadro FX 2500M   | 2005-09-29        | G71GLM             | 90  | PCI-E 1.0 ×16 | 500        | 500          | 1200         | 8:24:24:16            | 8        | 12       | 512    | 38.4       | GDDR3       | 256       |                           | Không                     | 9.0c        | 2.1         | Không                   | Không       | Không       | 45      |
| Quadro FX 2700M   | 2008-08-14        | G94GLM             | 65  | PCI-E 2.0 ×16 | 530        | 1325         | 1600         | 48:24:16:3            | 8.48     | 12.72    | 512    | 51.2       | GDDR3       | 256       | 127                       | Không                     | 10          | 3.3         | 1.1                     | 1.1         | Không       | 65      |
| Quadro FX 2800M   | 2009-12-01        | G92GLM             | 55  | PCI-E 2.0 ×16 | 500        | 1250         | 2000         | 96:48:16:6            | 8        | 16       | 1024   | 64         | GDDR3       | 256       | 288                       | Không                     | 10          | 3.3         | 1.1                     | 1.1         | Không       | 75      |
| Quadro FX 3500M   | 2007-03-01        | G71GLM             | 90  | PCI-E 1.0 ×16 | 575        | 575          | 1200         | 8:24:24:16            | 9.2      | 13.8     | 512    | 38.4       | GDDR3       | 256       |                           | Không                     | 9.0c        | 2.1         | Không                   | Không       | Không       | 45      |
| Quadro FX 3600M   | 2008-02-23        | G92GLM             | 65  | PCI-E 2.0 ×16 | 500        | 1250         | 1600         | 64:32:16:4 96:48:16:6 | 8        | 16 24    | 1024   | 51.2       | GDDR3       | 256       | 160 240                   | Không                     | 10          | 3.3         | 1.1                     | 1.1         | Không       | 70      |
| Quadro FX 3700M   | 2008-08-14        | G92GLM             | 65  | PCI-E 2.0 ×16 | 550        | 1375         | 1600         | 128:64:16:8           | 8.8      | 35.2     | 1024   | 51.2       | GDDR3       | 256       | 352                       | Không                     | 10          | 3.3         | 1.1                     | 1.1         | Không       | 75      |
| Quadro FX 3800M   | 2008-08-14        | G92GLM             | 55  | PCI-E 2.0 ×16 | 675        | 1688         | 2000         | 128:64:16:8           | 10.8     | 43.2     | 1024   | 64         | GDDR3       | 256       | 422                       | Không                     | 10          | 3.3         | 1.1                     | 1.1         | Không       | 100     |

### Quadro M
- Kiến trúc Fermi, Kepler,[222] Maxwell,[223] Pascal
- Fermi, Kepler, Maxwell, Pascal can do OpenGL 4.6 with actual Driver 381+ for Linux or 390+ for windows[85]
- All can do Double Precision with compute Capability 1.3 trở lên
- Vulkan 1.0 và 1.1 với Kepler và mới hơn

| Quadro M Model      | Launch     | Core     | Fab      | Bus interface | Core clock       | Shader clock       | Memory clock effective | Config core    | Fillrate     | Fillrate       | Memory     | Memory            | Memory | Bus width       | Processing Power (GFLOPs) | Processing Power (GFLOPs) | API support | API support | API support             | API support | API support | TDP         |
| Quadro M Model      | Launch     | Core     | Fab      | Bus interface | Core clock       | Shader clock       | Memory clock effective | Config core    | Pixel        | Texture        | Size       | Band- with        | Type   | Bus width       | Single precision          | Double precision          | DirectX     | OpenGL      | CUDA Compute Capability | OpenCL      | Vulkan      | TDP         |
| Units               |            |          | nm       |               | MHz              | MHz                | MHz                    |                | GP/s         | GT/s           | MiB        | GB/s              |        | bit             |                           |                           |             |             |                         |             |             | Watt        |
| ------------------- | ---------- | -------- | -------- | ------------- | ---------------- | ------------------ | ---------------------- | -------------- | ------------ | -------------- | ---------- | ----------------- | ------ | --------------- | ------------------------- | ------------------------- | ----------- | ----------- | ----------------------- | ----------- | ----------- | ----------- |
| Quadro K500M        | 2012-06-01 | GK107    | 28       | MXM-A (3.0)   | 850              | 850                | 1800                   | 192:16:8:1     | 3.4          | 13.6           | 1024       | 12.8              | DDR3   | 64              | 326                       | 1/24 of SP                | 11.2        | 4.6         | 3.0                     | 1.2         | 1.1         | 35          |
| Quadro K510M        | 2013-07-23 | GK208    | 28       | MXM-A (3.0)   | 846              | 846                | 2400                   | 192:16:8:1     | 3.4          | 13.5           | 1024       | 19.2              | GDDR5  | 64              | 325                       | 1/24 of SP                | 11.2        | 4.6         | 3.5                     | 1.2         | 1.1         | 30          |
| Quadro K610M        | 2013-07-23 | GK208    | 28       | PCI-E 2.0 ×8  | 980              | 980                | 2600                   | 192:16:8:1     | 3.9          | 15.7           | 1024       | 20.8              | GDDR5  | 64              | 376                       | 1/24 of SP                | 11.2        | 4.6         | 3.5                     | 1.2         | 1.1         | 30          |
| Quadro 1000M        | 2011-01-13 | GF108GLM | 40       | PCI-E 2.0 ×16 | 700              | 1400               | 1800                   | 96:16:4:4      | 5.6          | 11.2           | 2048       | 28.8              | DDR3   | 128             | 269                       | 1/12 of SP                | 11          | 4.6         | 2.1                     | 1.1         | Không       | 45          |
| Quadro K1000M       | 2012-06-01 | GK107GL  | 28       | PCI-E 3.0 ×16 | 850              | 850                | 1800                   | 192:16:16:1    | 3.4          | 13.6           | 2048       | 28.8              | DDR3   | 128             | 326                       | 1/24 of SP                | 11.2        | 4.6         | 3.0                     | 1.2         | 1.1         | 45          |
| Quadro K1100M       | 2013-07-23 | GK107GL  | 28       | PCI-E 3.0 ×16 | 706              | 706                | 2800                   | 384:32:16:2    | 5.65         | 22.6           | 2048       | 44.8              | GDDR5  | 128             | 542                       | 1/24 of SP                | 11.2        | 4.6         | 3.0                     | 1.2         | 1.1         | 45          |
| Quadro 2000M        | 2011-01-13 | GF106GLM | 40       | PCI-E 2.0 ×16 | 550              | 1100               | 1800                   | 192:32:16:4    | 4.4          | 17.6           | 2048       | 28.8              | DDR3   | 128             | 422                       | 1/12 of SP                | 11          | 4.6         | 2.1                     | 1.1         | Không       | 55          |
| Quadro K2000M       | 2012-06-01 | GK107    | 28       | PCI-E 3.0 ×16 | 745              | 900                | 1800                   | 384:32:16:2    | 5.96         | 23.84          | 2048       | 28.8              | DDR3   | 128             | 572                       | 1/24 of SP                | 11.2        | 4.6         | 3.0                     | 1.2         | 1.1         | 55          |
| Quadro K2100M       | 2013-07-23 | GK106    | 28       | PCI-E 3.0 ×16 | 667              | 750                | 3000                   | 576:48:16:3    | 8.0          | 32.0           | 2048       | 48.0              | GDDR5  | 128             | 768                       | 1/24 of SP                | 11.2        | 4.6         | 3.0                     | 1.2         | 1.1         | 55          |
| Quadro 3000M        | 2011-02-22 | GF104GLM | 40       | MXM-B (3.0)   | 450              | 900                | 2500                   | 240:40:32:5    | 4.5          | 18             | 2048       | 80                | GDDR5  | 256             | 432                       | 1/12 of SP                | 11          | 4.6         | 2.1                     | 1.1         | Không       | 75          |
| Quadro K3000M       | 2012-06-01 | GK104    | 28       | PCI-E 3.0 ×16 | 654              | 654                | 2800                   | 576:48:32:3    | 7.85         | 31.4           | 2048       | 89.6              | GDDR5  | 256             | 753                       | 1/24 of SP                | 11.2        | 4.6         | 3.0                     | 1.2         | 1.1         | 75          |
| Quadro K3100M       | 2013-07-23 | GK104    | 28       | PCI-E 3.0 ×16 | 683              | 683                | 3200                   | 768:64:32:4    | 11.3         | 45.2           | 4096       | 102.4             | GDDR5  | 256             | 1084                      | 1/24 of SP                | 11.2        | 4.6         | 3.0                     | 1.2         | 1.1         | 75          |
| Quadro 4000M        | 2011-02-22 | GF104GLM | 40       | PCI-E 2.0 ×16 | 475              | 950                | 2400                   | 336:56:32:7    | 6.65         | 26.6           | 2048       | 80                | GDDR5  | 256             | 638                       | 1/12 of SP                | 11          | 4.6         | 2.1                     | 1.1         | Không       | 100         |
| Quadro K4000M       | 2012-06-01 | GK104    | 28       | PCI-E 3.0 ×16 | 600              | 600                | 2800                   | 960:80:32:5    | 12.0         | 48.1           | 4096       | 89.6              | GDDR5  | 256             | 1154                      | 1/24 of SP                | 11.2        | 4.6         | 3.0                     | 1.2         | 1.1         | 100         |
| Quadro K4100M       | 2013-07-23 | GK104    | 28       | PCI-E 3.0 ×16 | 706              | 706                | 3200                   | 1152:96:32:6   | 16.9         | 67.8           | 4096       | 102.4             | GDDR5  | 256             | 1627                      | 1/24 of SP                | 11.2        | 4.6         | 3.0                     | 1.2         | 1.1         | 100         |
| Quadro 5000M        | 2010-07-27 | GF100GLM | 40       | PCI-E 2.0 ×16 | 405              | 810                | 2400                   | 320:40:32:10   | 8.10         | 16.2           | 1792       | 76.8              | GDDR5  | 256             | 518                       | 1/2 of SP                 | 11          | 4.6         | 2.0                     | 1.1         | Không       | 100         |
| Quadro 5010M        | 2011-02-22 | GF110GLM | 40       | PCI-E 2.0 ×16 | 450              | 900                | 2600                   | 384:48:32:12   | 10.8         | 21.6           | 4096       | 83.2              | GDDR5  | 256             | 691                       | 1/2 of SP                 | 11          | 4.6         | 2.0                     | 1.1         | Không       | 100         |
| Quadro K5000M       | 2012-08-07 | GK104    | 28       | PCI-E 3.0 ×16 | 706              | 706                | 3000                   | 1344:112:32:7  | 16.8         | 67.3           | 4096       | 96.0              | GDDR5  | 256             | 1615                      | 1/24 of SP                | 11.2        | 4.6         | 3.0                     | 1.2         | 1.1         | 100         |
| Quadro K5100M       | 2013-07-23 | GK104    | 28       | PCI-E 3.0 ×16 | 771              | 771                | 3600                   | 1536:128:32:8  | 24.7         | 98.7           | 8192       | 115.2             | GDDR5  | 256             | 2368                      | 1/24 of SP                | 11.2        | 4.6         | 3.0                     | 1.2         | 1.1         | 100         |
| Quadro M500M        | 2016-04-27 | GM108    | 28       | PCI-E 3.0 ×16 | 1029             | 1124               | 1800                   | 384:32:16:2    | 8.2          | 16.5           | 2048       | 14.4              | DDR3   | 64              | 729                       | 1/32 of SP                | 12.0        | 4.6         | 5.0                     | 1.2         | 1.1         | 30          |
| Quadro M520 Mobile  | 2017-01-11 | GM108    | 28       | MXM-A (3.0)   | 1041             | ?                  | 5012                   | 384:16:8:2     | 8.3          | 16.7           | 2048       | 40.1              | GDDR5  | 64              | 799                       | 1/32 of SP                | 12.0        | 4.6         | 5.0                     | 1.2         | 1.1         | 25          |
| Quadro M600M        | 2015-08-18 | GM107    | 28       | PCI-E 3.0 ×16 | 1029             | 1124               | 5000                   | 384:32:16:2    | 8.2          | 16.5           | 2048       | 80                | GDDR5  | 128             | 790                       | 1/32 of SP                | 12.0        | 4.6         | 5.0                     | 1.2         | 1.1         | 30          |
| Quadro M620 Mobile  | 2017-01-11 | GM107    | 28       | MXM-A (3.0)   | 977              | ?                  | 5012                   | 512:32:16:4    | 16.6         | 31.3           | 2048       | 80.2              | GDDR5  | 128             | 1000                      | 1/32 of SP                | 12.0        | 4.6         | 5.0                     | 1.2         | 1.1         | 30          |
| Quadro M1000M       | 2015-08-18 | GM107    | 28       | PCI-E 3.0 ×16 | 1000             | 1250               | 5000                   | 512:32:16:4    | 15.9         | 31.8           | 4096       | 80.2              | GDDR5  | 128             | 1017                      | 1/32 of SP                | 12.0        | 4.6         | 5.0                     | 1.2         | 1.1         | 55          |
| Quadro M1200 Mobile | 2017-01-11 | GM107    | 28       | MXM-A (3.0)   | 1093             | ?                  | 5000                   | 640:40:32:5    | 35.0         | 43.7           | 4096       | 80.2              | GDDR5  | 128             | 1399                      | 1/32 of SP                | 12.0        | 4.6         | 5.0                     | 1.2         | 1.1         | 45          |
| Quadro M2000M       | 2015-12-03 | GM107    | 28       | MXM-A (3.0)   | 1029             | 1029               | 5000                   | 640:40:32:5    | 32.9         | 41.2           | 4096       | 80                | GDDR5  | 128             | 1317                      | 1/32 of SP                | 12.0        | 4.6         | 5.0                     | 1.2         | 1.1         | 55          |
| Quadro M2200 Mobile | 2017-01-11 | GM206    | 28       | MXM-A (3.0)   | 1025             | ?                  | 5500                   | 1024:64:32:8   | 32.8         | 65.6           | 4096       | 88                | GDDR5  | 128             | 2099                      | 1/32 of SP                | 12.1        | 4.6         | 5.2                     | 1.2         | 1.1         | 55          |
| Quadro M3000M       | 2015-08-18 | GM204    | 28       | PCI-E 3.0 ×16 | 540              | 1080               | 5000                   | 1024:64:32:8   | 17.3         | 34.6           | 4096       | 160               | GDDR5  | 256             | 1106                      | 1/32 of SP                | 12.1        | 4.6         | 5.2                     | 1.2         | 1.1         | 55          |
| Quadro M4000M       | 2015-08-18 | GM204    | 28       | PCI-E 3.0 ×16 | 975              | 1250               | 5000                   | 1280:80:64:10  | 62.4         | 78.0           | 4096       | 160.4             | GDDR5  | 256             | 2496                      | 1/32 of SP                | 12.1        | 4.6         | 5.2                     | 1.2         | 1.1         | 100         |
| Quadro M5000M       | 2015-08-18 | GM204    | 28       | PCI-E 3.0 ×16 | 975              | 1250               | 5000                   | 1536:96:64:12  | 62.4         | 93.6           | 8192       | 160               | GDDR5  | 256             | 2995                      | 1/32 of SP                | 12.1        | 4.6         | 5.2                     | 1.2         | 1.1         | 100         |
| Quadro M5500        | 2016-04-16 | GM204    | 28       | PCI-E 3.0 ×16 | 861              | 1750               | 7000                   | 2048:128:64:16 | 55.1         | 110            | 8192       | 160               | GDDR5  | 256             | 3527                      | 1/32 of SP                | 12.1        | 4.6         | 5.2                     | 1.2         | 1.1         | 150         |
| Quadro P500         | 2018-01-05 | GP108    | 14       |               | 1455             |                    | 5012                   | 256:16:16      | 24.3         | 24.3           | 2048       | 40                | GDDR5  | 64              | 777                       | 1/32 of SP                | 12.1        | 4.6         | 6.1                     | 1.2         | 1.1         | 18          |
| Quadro P600         | 2017-02-07 | GP107    | 14       |               | 1430             |                    | 5012                   | 384:24:16      | 24.9         | 37.4           | 4096       | 80                | GDDR5  | 128             | 1196                      | 1/32 of SP                | 12.1        | 4.6         | 6.1                     | 1.2         | 1.1         | 25          |
| Quadro P1000        | 2017-02-07 | GP107    | 14       |               | 1303             |                    | 6008                   | 512:32:16      | 23.9         | 47.8           | 4096       | 96                | GDDR5  | 128             | 1529                      | 1/32 of SP                | 12.1        | 4.6         | 6.1                     | 1.2         | 1.1         | 40          |
| Quadro P2000        | 2017-02-06 | GP107    | 14       |               | 1557             |                    | 6008                   | 768:64:32      | 51.4         | 77.1           | 4096       | 96                | GDDR5  | 128             | 2468                      | 1/32 of SP                | 12.1        | 4.6         | 6.1                     | 1.2         | 1.1         | 50          |
| Quadro P3000 Mobile | 2017-01-11 | GP104    | 16       | MXM-B 3.0 ×16 | 1210             | 1210               | 7012                   | 1280:80:32:10  | 38.7         | 96.8           | 6144       | 168               | GDDR5  | 192             | 3098                      | 1/32 of SP                | 12.1        | 4.6         | 6.1                     | 1.2         | 1.1         | 75          |
| Quadro P3200        | 2018-02-21 | GP104    | 16       |               | 1328             |                    | 7012                   | 1792:112:64    | 98.8         | 172.8          | 6144       | 168               | GDDR5  | 192             | 5530                      | 1/32 of SP                | 12.1        | 4.6         | 6.1                     | 1.2         | 1.1         | 75          |
| Quadro P4000 Mobile | 2017-01-11 | GP104    | 16       | MXM-B 3.0 ×16 | 1227             | 1227               | 7012                   | 1792:112:64:14 | 78.5         | 137.4          | 8192       | 192.3             | GDDR5  | 256             | 4398                      | 1/32 of SP                | 12.1        | 4.6         | 6.1                     | 1.2         | 1.1         | 100         |
| Quadro P4200        | 2018-02-21 | GP104    | 16       | MXM-B 3.0 ×16 | 1227             | 1227               | 6008                   | 2304:144:64:18 | 105.4        | 237.2          | 8192       | 192.3             | GDDR5  | 256             | 7589                      | 1/32 of SP                | 12.1        | 4.6         | 6.1                     | 1.2         | 1.1         | 100         |
| Quadro P5000 Mobile | 2017-01-11 | GP104    | 16       | MXM-B 3.0 ×16 | 1513             | 1513               | 6012                   | 2048:128:64:16 | 96.8         | 193.7          | 16384      | 192.3             | GDDR5  | 256             | 6197                      | 1/32 of SP                | 12.1        | 4.6         | 6.1                     | 1.2         | 1.1         | 100         |
| Quadro P5200        | 2018-02-21 | GP104    | 16       | MXM-B 3.0 ×16 | 1556             | 1556               | 7200                   | 2560:160:64:20 | 111.7        | 279.4          | 16384      | 230.4             | GDDR5  | 256             | 8940                      | 1/32 of SP                | 12.1        | 4.6         | 6.1                     | 1.2         | 1.1         | 100         |
| Quadro Model        | Launch     | Core     | Fab (nm) | Bus interface | Core clock (MHz) | Shader clock (MHz) | Memory clock (MHz)     | Config core    | Fillrate     | Fillrate       | Memory     | Memory            | Memory | Bus width (bit) | Processing Power (GFLOPs) | Processing Power (GFLOPs) | API support | API support | API support             | API support | API support | TDP (watts) |
| Quadro Model        | Launch     | Core     | Fab (nm) | Bus interface | Core clock (MHz) | Shader clock (MHz) | Memory clock (MHz)     | Config core    | Pixel (GP/s) | Texture (GT/s) | Size (MiB) | Band- with (GB/s) | Type   | Bus width (bit) | Single precision          | Double precision          | DirectX     | OpenGL      | CUDA Compute Capability | OpenCL      | Vulkan      | TDP (watts) |

### Quadro RTX Mobile
- Vi kiến trúc Turing

| Quadro GPU             | Launch     | Core              | Core clock       | Memory clock       | Memory size (MiB) | Memory type   | Memory bandwidth         | CUDA cores | CUDA Compute Capa- bility | Half precision | Single precision | Double precision | DirectX     | Open GL | Open CL | Vulkan | Power max.     |
| Units                  |            |                   | MHz              | MHz                | MiB               |               | GiB/s                    |            |                           | TFLOPS         | TFLOPS           | GFLOPS           |             |         |         |        | Watt           |
| ---------------------- | ---------- | ----------------- | ---------------- | ------------------ | ----------------- | ------------- | ------------------------ | ---------- | ------------------------- | -------------- | ---------------- | ---------------- | ----------- | ------- | ------- | ------ | -------------- |
| Quadro RTX 3000 Mobile | 2019-05-27 | TU106(N19E-Q1-KA) | 1390             | 1750               | 6144              | 192-bit GDDR6 | 336                      | 2304       | 7.5                       | 12.8           | 6.4              | 199              | 12.0 (12_1) | 4.6     | 1.2     | 1.1    | 80             |
| Quadro RTX 4000 Mobile | 2019-05-27 | TU104(N19E-Q3)    | 1560             | 1750               | 8192              | 256-bit GDDR6 | 448                      | 2560       | 7.5                       | 16.0           | 8.0              | 250              | 12.0 (12_1) | 4.6     | 1.2     | 1.1    | 110            |
| Quadro RTX 5000 Mobile | 2019-05-27 | TU104(N19E-Q5)    | 1530             | 1750               | 16384             | 256-bit GDDR6 | 448                      | 3072       | 7.5                       | 18.8           | 9.4              | 297              | 12.0 (12_1) | 4.6     | 1.2     | 1.1    | 110            |
| Quadro GPU             | Launch     | Core              | Core clock (MHz) | Memory clock (MHz) | Memory size (MiB) | Memory (type) | Memory bandwidth (GiB/s) | CUDA cores | CUDA Compute Capa- bility | Half precision | Single precision | Double precision | DirectX     | Open GL | Open CL | Vulkan | Power max. (W) |

### Quadro NVS M
- Architecture Curie (NV4x, G7x): DirectX 9.0c, OpenGL 2.1, Shader Model 3.0
- Architecture Tesla (G80+): DirectX 10.0, OpenGL 3.3, Shader Model 4.0, CUDA 1.0 or 1.1, OpenCL 1.1
- Architecture Tesla 2 (GT2xx): DirectX 10.1, OpenGL 3.3, Shader Model 4.1, CUDA 1.2 or 1.3, OpenCL 1.1
- Architecture Fermi (GFxxx): DirectX 11.0, OpenGL 4.6, Shader Model 5.0, CUDA 2.x, OpenCL 1.1
- Architecture Kepler (GKxxx): DirectX 11.2, OpenGL 4.6, Shader Model 5.0, CUDA 3.x, OpenCL 1.2, Vulkan 1.1
- Architecture Maxwell 1 (GM1xx): DirectX 12.0, OpenGL 4.6, Shader Model 5.0, CUDA 5.0, OpenCL 1.2, Vulkan 1.1

| Quadro NVS Mobile | Launch     | Core   | Core clock speed | Memory clock speed | Memory size     | Memory type   | Memory bandwidth | CUDA cores | Max. power | Interface    | 3-pin stereo connector | Note                                 |
| Units             |            |        | MHz              | MHz                | MiB             |               | GB/s             |            | Watt       |              |                        |                                      |
| ----------------- | ---------- | ------ | ---------------- | ------------------ | --------------- | ------------- | ---------------- | ---------- | ---------- | ------------ | ---------------------- | ------------------------------------ |
| Quadro NVS 110M   | 2006-06-01 | G72M   | 300              | 600                | 128 / 256 / 512 | 64-bit DDR    | 4.80             | no         | 10         | PCIe 1.0 ×16 | Varies                 | Go 7300 based                        |
| Quadro NVS 120M   | 2006-06-01 | G72GLM | 450              | 700                | 128 / 256 / 512 | 64-bit DDR2   | 11.2             | no         | 10         | MXM-III      | Varies                 | Quadro FX 350M/Go 7400 based         |
| Quadro NVS 130M   | 2007-05-09 | G86M   | 400              | 400                | 128 / 256       | 64-bit        | 6.4              | 16         | 10         | PCIe 2.0 ×16 | Varies                 | 8400M based                          |
| Quadro NVS 135M   | 2007-05-09 | G86M   | 400              | 600                | 128 / 256       | 64-bit        | 9.55             | 16         | 10         | PCIe 2.0 ×16 | Varies                 | 8400M GS based                       |
| Quadro NVS 140M   | 2007-05-09 | G86M   | 400              | 700                | 128 / 256 / 512 | 64-bit        | 9.6              | 16         | 10         | PCIe 2.0 ×16 | Varies                 | 8500M GT based                       |
| Quadro NVS 150M   | 2008-08-15 | G98M   | 530              | 700                | 128 / 256       | 64-bit        | 11.22            | 8          | 10         | MXM-I        | Varies                 | 9200M GS based                       |
| Quadro NVS 160M   | 2008-08-15 | G98M   | 580              | 700                | 256             | 64-bit        | 11.22            | 8          | 12         | MXM-I        | Varies                 | 9300M GS based                       |
| NVS 2100M         | 2010-01-07 | GT218  | 535              | 1600               | 512             | 64-bit GDDR3  | 12.8             | 16         | 12         | PCIe 2.0 ×16 | Varies                 | GeForce G 305M based                 |
| Quadro NVS 300M   | 2006-05-24 | G73GLM | 450              | 500                | 128 / 256 / 512 | 128-bit GDDR3 | 16.16            | no         | 16         | PCIe 1.0 ×16 | Varies                 | Go 7600 based                        |
| Quadro NVS 320M   | 2007-06-09 | G84M   | 575              | 700                | 128 / 256 / 512 | 128-bit GDDR3 | 22.55            | 32         | 20         | MXM-HE       | Varies                 | 8700M based                          |
| NVS 3100M         | 2010-01-07 | GT218  | 600              | 1600               | 512             | 64-bit GDDR3  | 12.8             | 16         | 14         | PCIe 2.0 ×16 | Varies                 | GeForce G 210M/310M based            |
| NVS 4200M         | 2011-02-11 | GF119  | 810              | 1600               | 1024            | 64-bit DDR3   | 12.8             | 48         | 25         | MXM          | Varies                 | GeForce 410M based                   |
| Quadro NVS 510M   | 2006-08-21 | G71GLM | 500              | 600                | 256 / 512       | 256-bit GDDR3 | 38.4             | no         | 35         | PCI Express  | Varies                 | Go 7900 GTX based                    |
| Quadro NVS 5100M  | 2010-01-07 | GT216  | 550              | 1600               | 1024            | 128-bit GDDR3 | 25.6             | 48         | 35         | MXM-A 3.0    | Varies                 | GeForce GT 330M/Quadro FX 880M based |
| NVS 5200M         | 2012-06-01 | GF117  | 625              | 1800               | 1024            | 64-bit DDR3   | 14.4             | 96         | 25         | MXM          | Varies                 | GeForce 710M/GT 620M based           |
| NVS 5400M         | 2012-06-01 | GF108  | 660              | 1800               | 1024            | 128-bit DDR3  | 28.8             | 96         | 35         | MXM          | Varies                 | GeForce GT 630M/Quadro 1000M based   |

## NVENC và NVDEC Support Matrix
HW accelerated encode and decode are supported on NVIDIA Quadro products with Fermi, Kepler, Maxwell and Pascal generation GPUs.
| Board                        | Family            | Chip   | Server/ Desktop/ Mobile | # of NVENC/chip | Max # of concurrent sessions | H.264 (AVCHD) YUV 4:2:0 | H.264 (AVCHD) YUV 4:4:4 | H.264 (AVCHD) Lossless | H.265 (HEVC) 4K YUV 4:2:0 | H.265 (HEVC) 4K YUV 4:4:4 | H.265 (HEVC) 4K Lossless | H.265 (HEVC) 8k | HEVC B Frame support |
| ---------------------------- | ----------------- | ------ | ----------------------- | --------------- | ---------------------------- | ----------------------- | ----------------------- | ---------------------- | ------------------------- | ------------------------- | ------------------------ | --------------- | -------------------- |
| Quadro K420 / K600           | Kepler            | GK107  | D                       | 1               | 3                            | Có                      | Không                   | Không                  | Không                     | Không                     | Không                    | Không           | Không                |
| Quadro K2000 / K2000D        | Kepler            | GK107  | D                       | 1               | Unrestricted                 | Có                      | Không                   | Không                  | Không                     | Không                     | Không                    | Không           | Không                |
| Quadro K2100 > K5100         | Kepler            | GK106  | M                       | 1               | Unrestricted                 | Có                      | Không                   | Không                  | Không                     | Không                     | Không                    | Không           | Không                |
| Quadro K4000                 | Kepler            | GK106  | D                       | 1               | Unrestricted                 | Có                      | Không                   | Không                  | Không                     | Không                     | Không                    | Không           | Không                |
| Quadro K100 > K2000 + K5100  | Kepler            | GK104  | M                       | 1               | Unrestricted                 | Có                      | Không                   | Không                  | Không                     | Không                     | Không                    | Không           | Không                |
| Quadro K4200 / K5000         | Kepler            | GK104  | D                       | 1               | Unrestricted                 | Có                      | Không                   | Không                  | Không                     | Không                     | Không                    | Không           | Không                |
| Quadro K5200 / K6000         | Kepler (2nd Gen)  | GK110B | D                       | 1               | Unrestricted                 | Có                      | Không                   | Không                  | Không                     | Không                     | Không                    | Không           | Không                |
| Quadro K620 / K1200          | Maxwell (1st Gen) | GM107  | D                       | 1               | 3                            | Có                      | Có                      | Có                     | Không                     | Không                     | Không                    | Không           | Không                |
| Quadro K2200                 | Maxwell (1st Gen) | GM107  | D                       | 1               | Unrestricted                 | Có                      | Có                      | Có                     | Không                     | Không                     | Không                    | Không           | Không                |
| Quadro M500 / M520           | Maxwell (1st Gen) | GM108  | M                       | 0               | n/a                          | Không                   | Không                   | Không                  | Không                     | Không                     | Không                    | Không           | Không                |
| Quadro M600 / M620           | Maxwell (1st Gen) | GM107  | M                       | 1               | Unrestricted                 | Có                      | Có                      | Có                     | Không                     | Không                     | Không                    | Không           | Không                |
| Quadro M1000 / M1200 / M2000 | Maxwell (1st Gen) | GM107  | M                       | 1               | Unrestricted                 | Có                      | Có                      | Có                     | Không                     | Không                     | Không                    | Không           | Không                |
| Quadro M2000                 | Maxwell (GM206)   | GM206  | D                       | 1               | Unrestricted                 | Có                      | Có                      | Có                     | Có                        | Không                     | Không                    | Không           | Không                |
| Quadro M2200                 | Maxwell (GM206)   | GM206  | M                       | 1               | Unrestricted                 | Có                      | Có                      | Có                     | Có                        | Không                     | Không                    | Không           | Không                |
| Quadro M3000 / M4000 / M5500 | Maxwell (2nd Gen) | GM204  | M                       | 2               | Unrestricted                 | Có                      | Có                      | Có                     | Có                        | Không                     | Không                    | Không           | Không                |
| Quadro M4000 / M5000         | Maxwell (2nd Gen) | GM204  | D                       | 2               | Unrestricted                 | Có                      | Có                      | Có                     | Có                        | Không                     | Không                    | Không           | Không                |
| Quadro M6000                 | Maxwell (2nd Gen) | GM200  | D                       | 2               | Unrestricted                 | Có                      | Có                      | Có                     | Có                        | Không                     | Không                    | Không           | Không                |
| Quadro P500 / P520           | Pascal            | GP108  | M                       | 1               | 0                            | Không                   | Không                   | Không                  | Không                     | Không                     | Không                    | Không           | Không                |
| Quadro P400                  | Pascal            | GP107  | D                       | 1               | 3                            | Có                      | Có                      | Có                     | Có                        | Có                        | Có                       | Có              | Không                |
| Quadro P600 / P620/ P1000    | Pascal            | GP107  | D/M                     | 1               | 3                            | Có                      | Có                      | Có                     | Có                        | Có                        | Có                       | Có              | Không                |
| Quadro P2000                 | Pascal            | GP107  | M                       | 1               | Unrestricted                 | Có                      | Có                      | Có                     | Có                        | Có                        | Có                       | Có              | Không                |
| Quadro P2000 / P2200         | Pascal            | GP106  | D                       | 1               | Unrestricted                 | Có                      | Có                      | Có                     | Có                        | Có                        | Có                       | Có              | Không                |
| Quadro P3200 / P4200 / P5200 | Pascal            | GP104  | M                       | 2               | Unrestricted                 | Có                      | Có                      | Có                     | Có                        | Có                        | Có                       | Có              | Không                |
| Quadro P4000                 | Pascal            | GP104  | D                       | 1               | Unrestricted                 | Có                      | Có                      | Có                     | Có                        | Có                        | Có                       | Có              | Không                |
| Quadro P5000                 | Pascal            | GP104  | D                       | 2               | Unrestricted                 | Có                      | Có                      | Có                     | Có                        | Có                        | Có                       | Có              | Không                |
| Quadro P6000                 | Pascal            | GP102  | D                       | 2               | Unrestricted                 | Có                      | Có                      | Có                     | Có                        | Có                        | Có                       | Có              | Không                |
| Quadro GP100                 | Pascal            | GP100  | D                       | 3               | Unrestricted                 | Có                      | Có                      | Có                     | Có                        | Có                        | Có                       | Không           | Không                |
| Quadro GV100                 | Volta             | GV100  | D                       | 3               | Unrestricted                 | Có                      | Có                      | Có                     | Có                        | Có                        | Có                       | Có              | Không                |
| Quadro T1000                 | Turing            | TU117  | M                       | 1               | 3                            | Có                      | Có                      | Có                     | Có                        | Có                        | Có                       | Có              | Có                   |
| Quadro T2000                 | Turing            | TU117  | M                       | 1               | Unrestricted                 | Có                      | Có                      | Có                     | Có                        | Có                        | Có                       | Có              | Có                   |
| Quadro RTX 3000              | Turing            | TU106  | M                       | 1               | Unrestricted                 | Có                      | Có                      | Có                     | Có                        | Có                        | Có                       | Có              | Có                   |
| Quadro RTX 5000/RTX 4000     | Turing            | TU104  | D/M                     | 1               | Unrestricted                 | Có                      | Có                      | Có                     | Có                        | Có                        | Có                       | Có              | Có                   |
| Quadro RTX 6000/RTX 8000     | Turing            | TU102  | D                       | 1               | Unrestricted                 | Có                      | Có                      | Có                     | Có                        | Có                        | Có                       | Có              | Có                   |

| Board                        | Family            | Chip   | Desktop/ Mobile/ Server | # Of Chips | # Of NVDEC /Chip | Total # of NDEC | MPEG-1 | MPEG-2 | VC-1  | VP8   | VP9   | VP9    | VP9    | H.264 (AVCHD) | H.265 (HEVC) 4:2:0 | H.265 (HEVC) 4:2:0 | H.265 (HEVC) 4:2:0 | H.265 (HEVC) 4:4:4 | H.265 (HEVC) 4:4:4 | H.265 (HEVC) 4:4:4 |
| Board                        | Family            | Chip   | Desktop/ Mobile/ Server | # Of Chips | # Of NVDEC /Chip | Total # of NDEC | MPEG-1 | MPEG-2 | VC-1  | VP8   | 8 bit | 10 bit | 12 bit | H.264 (AVCHD) | 8 bit              | 10 bit             | 12 bit             | 8 bit              | 10 bit             | 12 bit             |
| ---------------------------- | ----------------- | ------ | ----------------------- | ---------- | ---------------- | --------------- | ------ | ------ | ----- | ----- | ----- | ------ | ------ | ------------- | ------------------ | ------------------ | ------------------ | ------------------ | ------------------ | ------------------ |
| Quadro K420 / K600           | Kepler            | GK107  | D                       | 1          | 1                | 1               | Có     | Có     | Có    | Không | Không | Không  | Không  | Có            | Không              | Không              | Không              | Không              | Không              | Không              |
| Quadro K2000 / K2000D        | Kepler            | GK107  | D                       | 1          | 1                | 1               | Có     | Có     | Có    | Không | Không | Không  | Không  | Có            | Không              | Không              | Không              | Không              | Không              | Không              |
| Quadro K2100 > K5100         | Kepler            | GK106  | M                       | 1          | 1                | 1               | Có     | Có     | Có    | Không | Không | Không  | Không  | Có            | Không              | Không              | Không              | Không              | Không              | Không              |
| Quadro K4000                 | Kepler            | GK106  | D                       | 1          | 1                | 1               | Có     | Có     | Có    | Không | Không | Không  | Không  | Có            | Không              | Không              | Không              | Không              | Không              | Không              |
| Quadro K100 > K2000 + K5100  | Kepler            | GK104  | M                       | 1          | 1                | 1               | Có     | Có     | Có    | Không | Không | Không  | Không  | Có            | Không              | Không              | Không              | Không              | Không              | Không              |
| Quadro K4200 / K5000         | Kepler            | GK104  | D                       | 1          | 1                | 1               | Có     | Có     | Có    | Không | Không | Không  | Không  | Có            | Không              | Không              | Không              | Không              | Không              | Không              |
| Quadro K5200 / K6000         | Kepler (2nd Gen)  | GK110B | D                       | 1          | 1                | 1               | Có     | Có     | Có    | Không | Không | Không  | Không  | Có            | Không              | Không              | Không              | Không              | Không              | Không              |
| Quadro K620 / K1200          | Maxwell (1st Gen) | GM107  | D                       | 1          | 1                | 1               | Có     | Có     | Có    | Không | Không | Không  | Không  | Có            | Không              | Không              | Không              | Không              | Không              | Không              |
| Quadro K2200                 | Maxwell (1st Gen) | GM107  | D                       | 1          | 1                | 1               | Có     | Có     | Có    | Không | Không | Không  | Không  | Có            | Không              | Không              | Không              | Không              | Không              | Không              |
| Quadro M500 / M520           | Maxwell (1st Gen) | GM108  | M                       | 1          | 0                | 0               | Không  | Không  | Không | Không | Không | Không  | Không  | Không         | Không              | Không              | Không              | Không              | Không              | Không              |
| Quadro M600 / M620           | Maxwell (1st Gen) | GM107  | M                       | 1          | 1                | 1               | Có     | Có     | Có    | Không | Không | Không  | Không  | Có            | Không              | Không              | Không              | Không              | Không              | Không              |
| Quadro M1000 / M1200 / M2000 | Maxwell (1st Gen) | GM107  | M                       | 1          | 1                | 1               | Có     | Có     | Có    | Không | Không | Không  | Không  | Có            | Không              | Không              | Không              | Không              | Không              | Không              |
| Quadro M2000                 | Maxwell (GM206)   | GM206  | D                       | 1          | 1                | 1               | Có     | Có     | Có    | Có    | Có    | Không  | Không  | Có            | Có                 | Có                 | Không              | Không              | Không              | Không              |
| Quadro M2200                 | Maxwell (GM206)   | GM206  | M                       | 1          | 1                | 1               | Có     | Có     | Có    | Có    | Có    | Không  | Không  | Có            | Có                 | Có                 | Không              | Không              | Không              | Không              |
| Quadro M3000 / M4000 / M5500 | Maxwell (2nd Gen) | GM204  | M                       | 1          | 1                | 1               | Có     | Có     | Có    | Có    | Không | Không  | Không  | Có            | Không              | Không              | Không              | Không              | Không              | Không              |
| Quadro M4000 / M5000         | Maxwell (2nd Gen) | GM204  | D                       | 1          | 1                | 1               | Có     | Có     | Có    | Có    | Không | Không  | Không  | Có            | Không              | Không              | Không              | Không              | Không              | Không              |
| Quadro M6000                 | Maxwell (2nd Gen) | GM200  | D                       | 1          | 1                | 1               | Có     | Có     | Có    | Có    | Không | Không  | Không  | Có            | Không              | Không              | Không              | Không              | Không              | Không              |
| Quadro P500 / P520           | Pascal            | GP108  | M                       | 0          | 0                | 0               | Không  | Không  | Không | Không | Không | Không  | Không  | Không         | Không              | Không              | Không              | Không              | Không              | Không              |
| Quadro P400                  | Pascal            | GP107  | D                       | 1          | 1                | 1               | Có     | Có     | Có    | Không | Có    | Có     | Có     | Có            | Có                 | Có                 | Có                 | Không              | Không              | Không              |
| Quadro P600 / P620/ P1000    | Pascal            | GP107  | D/M                     | 1          | 1                | 1               | Có     | Có     | Có    | Không | Có    | Có     | Có     | Có            | Có                 | Có                 | Có                 | Không              | Không              | Không              |
| Quadro P2000                 | Pascal            | GP107  | M                       | 1          | 1                | 1               | Có     | Có     | Có    | Không | Có    | Có     | Có     | Có            | Có                 | Có                 | Có                 | Không              | Không              | Không              |
| Quadro P2000 / P2200         | Pascal            | GP106  | D                       | 1          | 1                | 1               | Có     | Có     | Có    | Không | Có    | Có     | Có     | Có            | Có                 | Có                 | Có                 | Không              | Không              | Không              |
| Quadro P3200 / P4200 / P5200 | Pascal            | GP104  | M                       | 1          | 1                | 1               | Có     | Có     | Có    | Có    | Có    | Không  | Không  | Có            | Có                 | Có                 | Có                 | Không              | Không              | Không              |
| Quadro P4000 / P5000         | Pascal            | GP104  | D                       | 1          | 1                | 1               | Có     | Có     | Có    | Có    | Có    | Không  | Không  | Có            | Có                 | Có                 | Có                 | Không              | Không              | Không              |
| Quadro P6000                 | Pascal            | GP102  | D                       | 1          | 1                | 1               | Có     | Có     | Có    | Không | Có    | Có     | Có     | Có            | Có                 | Có                 | Có                 | Không              | Không              | Không              |
| Quadro GP100                 | Pascal            | GP100  | D                       | 1          | 1                | 1               | Có     | Có     | Có    | Có    | Có    | Không  | Không  | Có            | Có                 | Có                 | Có                 | Không              | Không              | Không              |
| Quadro GV100                 | Volta             | GV100  | D                       | 1          | 1                | 1               | Có     | Có     | Có    | Có    | Có    | Có     | Có     | Có            | Có                 | Có                 | Có                 | Không              | Không              | Không              |
| Quadro T1000 / T2000         | Turing            | TU117  | M                       | 1          | 1                | 1               | Có     | Có     | Có    | Có    | Có    | Có     | Có     | Có            | Có                 | Có                 | Có                 | Có                 | Có                 | Có                 |
| Quadro RTX 3000              | Turing            | TU106  | M                       | 1          | 3                | 3               | Có     | Có     | Có    | Có    | Có    | Có     | Có     | Có            | Có                 | Có                 | Có                 | Có                 | Có                 | Có                 |
| Quadro RTX 4000/RTX 5000     | Turing            | TU104  | D/M                     | 1          | 2                | 2               | Có     | Có     | Có    | Có    | Có    | Có     | Có     | Có            | Có                 | Có                 | Có                 | Có                 | Có                 | Có                 |
| Quadro RTX 6000/RTX 8000     | Turing            | TU102  | D                       | 1          | 1                | 1               | Có     | Có     | Có    | Có    | Có    | Có     | Có     | Có            | Có                 | Có                 | Có                 | Có                 | Có                 | Có                 |